# Journal d'un homme sans importance
The Diary of a Nobody
Vous lisez un « article de qualité » labellisé en 2018.
Journal d'un homme sans importance (The Diary of a Nobody en anglais, littéralement « Le Journal d'un moins-que-rien »), est un roman comique anglais conçu et rédigé par George Grossmith et son frère Weedon Grossmith. À l'origine, il est publié en feuilleton par le magazine satirique Punch en 1888-1889, et paraît en volume en 1892, avec des ajouts et des illustrations réalisées par Weedon.
Censé être tenu sur une période de quinze mois par Mr Charles Pooter, commis à la Cité de Londres, le Journal rend compte de la vie quotidienne de la maisonnée, comprenant, outre le rédacteur, son épouse Carrie, leur fils Willie Lupin, leur domestique Sarah et quelques voisins et amis qui vont et viennent quasi librement. Bien que fictif, le caractère d'authenticité du document en fait une véritable métaphore des mœurs et des prétentions de la petite classe moyenne britannique confinée dans la proche banlieue nord de la capitale.
C'est la première et dernière fois que les frères Grossmith collaborent à un tel projet pendant leur maturité. Avant — et après — cette expérience commune, chacun d'eux poursuit une carrière lyrique couronnée de succès. George crée à lui seul neuf des principaux rôles des opéras composés par Gilbert et Sullivan, et cela en douze années de 1877 à 1889. De plus, il acquiert une réputation nationale en tant que pianiste accompagnateur de sketches et compositeur de nombreux morceaux et chansons comiques. Weedon, quant à lui, travaille d'abord comme portraitiste, puis suit les pas de son frère sur la scène.
L'humour du Journal vient essentiellement de l'importance inconsciente et injustifiée dont se prévaut Mr Charles Pooter. Sa pudeur naturelle, son désir de bien faire, son respect de la hiérarchie, son sens de la dignité, son respect sans faille des convenances se trouvent battus en brèche par l'accumulation des humiliations sociales que génèrent ses propres impairs et sa sourcilleuse susceptibilité.
L'époque voit grandir les ambitions légitimes, mais alors jugées surfaites, de cette frange de la société, à la fois routinière et aspirant à la reconnaissance sociale. Le Journal capte non seulement cette ambiguïté facilement identifiée lors de sa publication, mais pour les générations ultérieures dont les mœurs ont changé, il redonne aussi à voir un passé dont le modèle de vie passe désormais pour réconfortant et douillet, et qu'elles s'empressent d'imiter.
Si l'accueil du public est d'abord réservé, la critique souligne peu à peu l'originalité de l'œuvre. Constamment réédité, le Journal s'impose comme un classique du genre comique dont la veine burlesque inspire nombre de romanciers. Plusieurs adaptations lui sont consacrées, en particulier le film muet de Ken Russell réalisé en 1964, une adaptation télévisuelle en quatre parties sur un scénario de Andrew Davies sortie en 2007, enfin une adaptation scénique fort bien reçue en 2011 dont la particularité est que tous les rôles sont interprétés par seulement trois acteurs.

## Auteurs et genèse

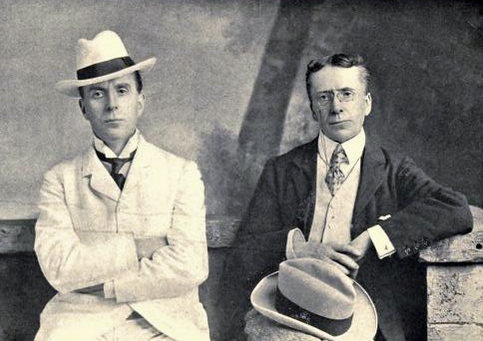
Weedon et George Grossmith.

De par sa configuration et certains de ses détails, le Journal d'un homme sans importance reflète indirectement la vie et la carrière de ses auteurs. Il est l'œuvre des deux frères Grossmith, fils d'un chroniqueur juridique, lui aussi prénommé George et à ses heures artiste de scène. Son fils George (Gee Gee) suit d'abord ses pas, d'abord comme chroniqueur au tribunal de Bow Street,, puis comme artiste. Weedon, de sept ans le cadet, fréquente l'École des Beaux-arts de l'Ouest de Londres et se fait une petite notoriété comme portraitiste dans les studio de Fitzrovia, le quartier bohème, avant de se consacrer à la carrière d'acteur comique.
Depuis leurs jeunes années, les deux frères ont un engouement particulier pour la scène. En 1864, alors qu'ils ont dix-sept et dix ans, ils réalisent un programme ambitieux, mi-théâtre, mi-comédie musicale, dans le jardin familial de Haverstock Hill. Parmi les différents sketches figure un Hamlet revisité à la mode du burlesque victorien : George incarne le héros de Shakespeare, tandis que Weedon joue le rôle d'Ophélie.

### George Grossmith

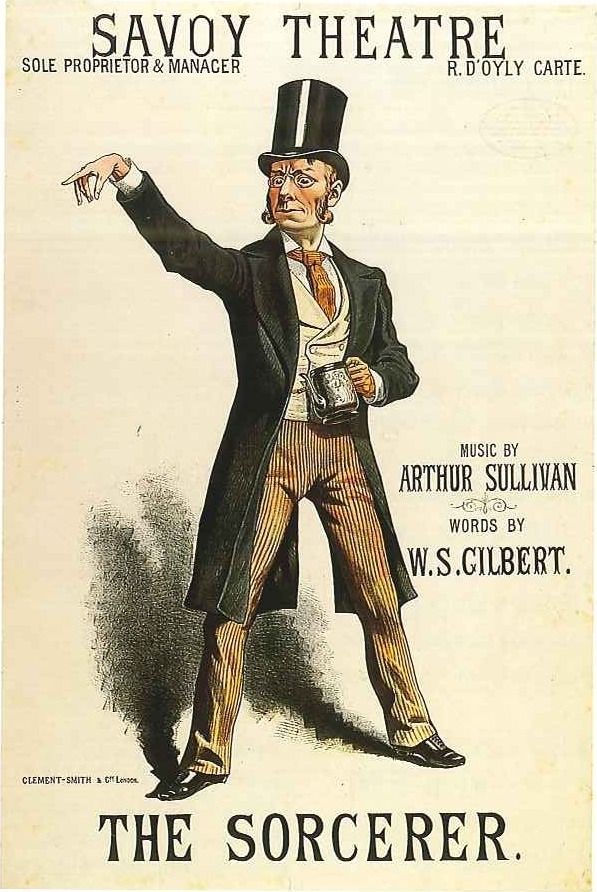
Affiche pour Le Sorcier repris au en en 1884).

En 1877, George Grossmith junior se consacre au piano et accompagne des sketches dans des associations littéraires et des instituts de province. Il est d'abord remarqué par John Henry Pepper pour animer une soirée à la Polytechnic de Regent Street. Il fait des tournées dans des théâtres de variétés, parfois, avec son père ou Mrs Howard Paul et Florence Marryat. En 1877, il est engagé par Richard O'Doyly pour prendre le rôle de John Wellington Wells dans Le Sorcier de Sullivan et Gilbert. Dès lors, George Grossmith crée chacun des rôles principaux de leurs opéras (Savoy Operas), Reginald Bunthome dans Patience, le Lord Chancellor dans Iolanthe, le roi Glama dans Princess Ida ou Ko-Ko dans The Mikado, sans compter The Yeomen in the Guard qui tient l'affiche jusqu'en 1889.
George Grossmith se rend particulièrement célèbre par son art du patter-song qui exige que chaque note correspondant à une syllabe soit débitée à toute allure sans que la langue fourche jamais. L'intérêt pour la scène se manifeste dans le Journal lorsque le couple Pooter, personnages principaux du livre, et leurs amis James vont voir Brown Bushes au théâtre Tank Lane d'Islington ou l'imitation de Henry Irving par Burwin Fosselton.
Tout en se produisant dans les opéras, George Grossmith poursuit sa carrière de pianiste comique en solo lors de représentations privées ou de matinées musicales : il écrit et compose lui-même ses sketches, avec une maestria telle qu'il devient le plus célèbre des artistes dans le genre. En tout, ce sont environ cent sketches pianistiques, six-cents chansons et vignettes pour clavier qu'il met à son actif, ainsi que de nombreuses petites opérettes et trois livres,. Pour Punch, en la seule année 1884, il compose une série de courts sketches inspirés de son expérience à Bow Street (Bow Street Magistrate’s Court). Grossmith met fin à sa collaboration avec Gilbert et Sullivan en 1889, pour se consacrer entièrement à sa carrière de pianiste comique, qu'il poursuit jusqu'en 1908. Il meurt en 1912,.

### Weedon Grossmith

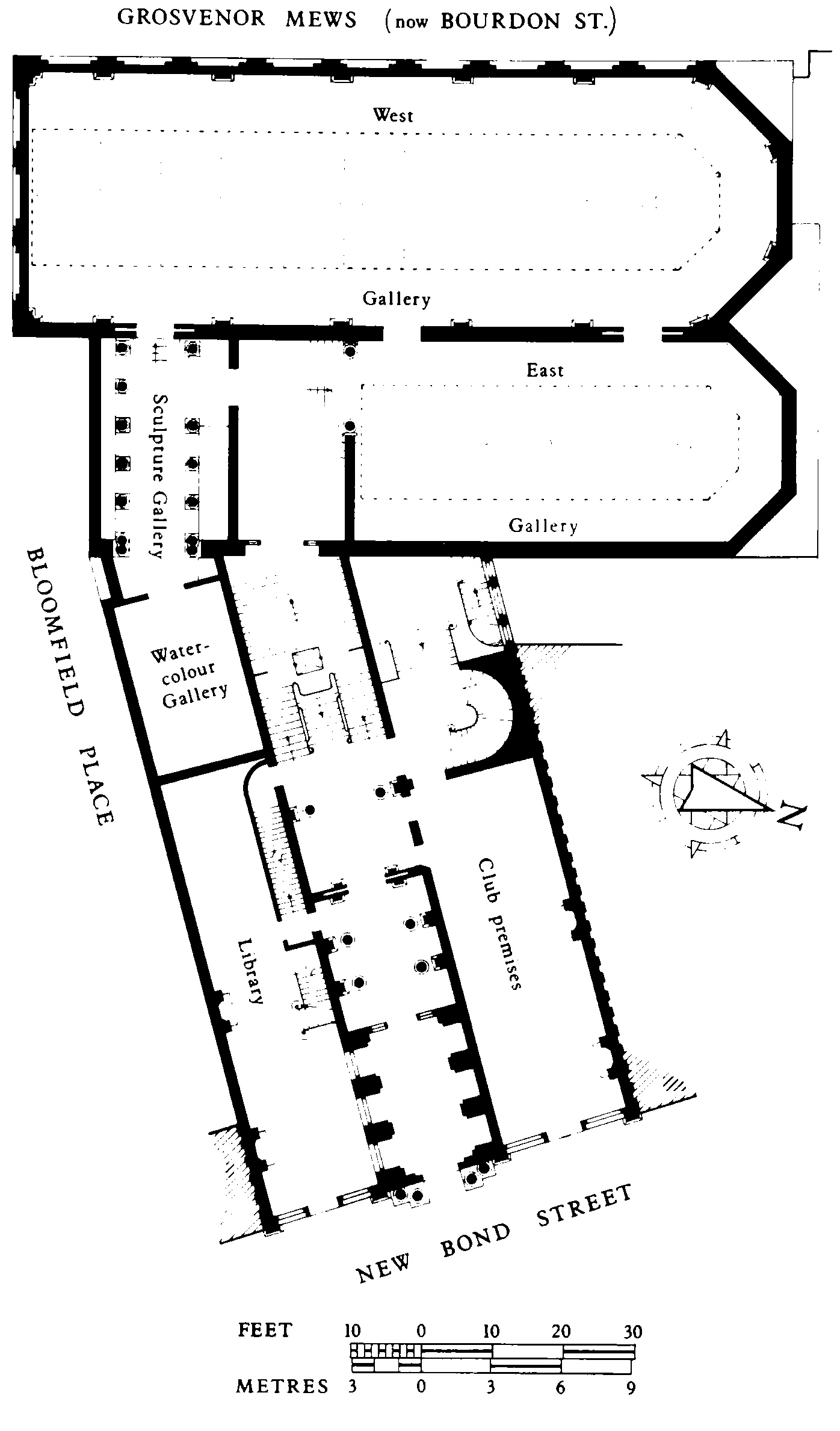
Plan de la galerie Grosvenor (1899).

D'abord artiste-peintre, Weedon Grossmith, après avoir étudié à l'École des beaux-arts de Londres-Ouest, puis à la Royal Academy, expose dans cette institution et à la nouvelle galerie Grosvenor (Grosvenor Gallery) de Bond Street, très prisée à l'époque. Il collabore à Punch et au prestigieux Art Journal. Pour autant, son art reste limité et en 1885, il se tourne vers la scène et poursuit une carrière d'acteur jusqu'en 1918. Il se fait un nom en interprétant surtout des rôles de couard, de roué et de snob aux manières condescendantes avec les petites gens, ou, à l'inverse, de pauvres bougres malingres, mal nourris et sans joie. Il écrit plusieurs pièces, la plus populaire restant Le soir de la réception (The Night of the Party), 1901. À partir de 1894, il entre dans l'équipe de direction de deux grands théâtres londoniens du West End, en particulier le Terry's Theatre. Il meurt en 1919.
Morton avance l'idée que nombre des événements dont le Journal fait état s'inspire des expériences vécues par les deux frères au sein de la maison familiale, et que Weedon, vilain mouton noir en comparaison de son perfectionniste de frère, aurait servi de modèle à Lupin, fils de la famille dont il est question dans le Journal. Il est de fait que les cachets payés par Punch sont uniquement versés à George, ce qui semble indiquer que Weedon ne participe que peu à l'élaboration des textes. Non plus qu'il illustre tous les numéros, seulement à partir du 24 novembre 1888, sans que ses dessins aient de rapport direct avec les événements décrits ; c'est seulement quand l'édition en volume paraît que les illustrations deviennent partie intégrante du Journal : la plupart d'entre elles exploitent l'impuissance qu'éprouve le maître des lieux, Mr Pooter, à rire de lui-même, la conviction de sa propre importance, sa naïve absurdité ; Weedon s'emploie à rendre au mieux la couleur de l'escalier, de la salle d'eau et de la chambre de Sarah, la bonne, qu'il a eu l'idée de peindre en vermilion, d'où un méli-mélo de teintes disparates où domine le rougeâtre.
Aucun des frères Grossmith ne s'intéresse vraiment au Journal après sa parution. George y fait une brève allusion lors d'un entretien en 1898 et le mentionne sans commentaire dans Le Piano et moi (Piano and I), son livre de souvenirs. Weedon, quant à lui, n'en parle même pas dans son autobiographie Du studio à la scène (From Studio to Stage). Ce désintérêt, d'après Glinert, tient au fait que la carrière de ces artistes de scène atteint un tel sommet que leur entreprise littéraire s'en trouve naturellement occultée.

## Histoire
Si action il y a, elle tourne autour du fils Pooter, âgé de vingt ans, donc toujours mineur et sous la responsabilité légale de son père. Or, ce fils est tout ce que le père réprouve, instable, décidé, sans grand scrupule, casse-cou, volage, parfois insolent ou caustique, mais la suite prouve que son égoïsme se conjugue avec un certain sens des affaires.
Les événements consignés dans le Journal restent de bout en bout ordinaires, voire terre-à-terre, et se imitent à un triangle géographiquement limité, Peckham–Muswell Hill–Holloway, exception faite d'une excursion estivale à Broadstairs.

### Titre des chapitres
L'ensemble comprend vingt-quatre chapitres, tous numérotés, sauf le dernier qui s'intitule « Chapitre dernier » (Chapter the last), avec pour seul commentaire : « L'un des plus heureux jours de ma vie » (One of the happiest days in my life). Les autres résument les faits quotidiens par des séries de phrases avec ou sans verbes. Ainsi, une soirée peut se voir mentionnée, mais sans plus. Parfois, la phrase se présente en raccourci, par exemple au chapitre VIII, « Daisy Mutlar seul sujet de conversation » (Daisy Mutlar sole topic of conversation). Il arrive également que le résumé commence gravement : « Réflexions » (Reflections), puis sans transition, saute à une petite affaire guillerette sans importance, comme « Je fais une autre bonne plaisanterie » (I make another good joke).

### Introduction et date

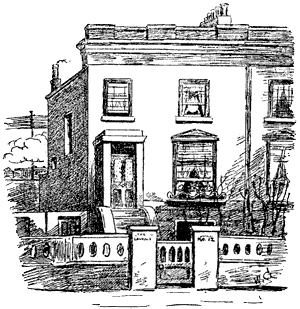
« Les Lauriers », demeure des Pooter, par Weedon Grossmith (1892).

Le Journal d'un homme sans importance commence le mardi 3 avril d'une année non spécifiée quoique identifiable (1888), et court sur environ quinze mois, jusqu'au 3 juillet 1889.
Un bref prologue précise que Charles Pooter et sa femme Caroline (Carrie) viennent d'emménager avec leur bonne Sarah aux Lauriers (The Laurels), « belle résidence de six pièces, sans compter le sous-sol » », Brickfied Terrace, Holloway, qu'ils louent « après avoir obtenu une réduction de 2 £ ».
Mr Pooter est un employé modèle chez Perkupps, agence comptable ou banque privée de la Cité de Londres, la nature des affaires traitées n'étant pas précisée, car l'aspect professionnel reste marginal. C'est un homme respecté de la communauté religieuse qui l'a coopté comme « ancien » (elder) et qui, à ce titre, doit passer la corbeille lors des offices, ce dont il est très fier. Le fils Pooter, vingt ans, travaille dans une banque à Oldham, mais son caractère et les circonstances l'entraînent sur des chemins différents de celui de ses parents.

### Vie quotidienne vexatoire
Les premières entrées du journal concernent la vie quotidienne de la famille, présentant ses proches amis, leur voisin Gowing, « un peu mufle sur les bords », le vélocipédiste invétéré et parfois grincheux Cummings : comme les Pooter le remarquent à leur grande joie (« ils sont pliés de rire » (roaring with laughter), le nom de ces deux amis implique que si l'un « va », l'autre « vient » (going) (coming), souvent au mauvais moment. Restent les James, originaires de Sutton, simplement tolérés, car Pooter apprécie peu Mrs James.
La vie de Mr Pooter n'est que gaucheries, susceptibilités mal placées, indignations indues et vexations inutiles, qu'induisent son respect naïf de la hiérarchie et son sens exacerbé de la dignité. Ainsi, lors d'une soirée au théâtre, il se penche en dehors de sa loge et son nœud-papillon, simple appendice tenu par des boutons de pression, tombe dans la fosse. Bien qu'il garde la tête baissée pour que sa barbe recouvre son col de chemise, il éprouve une double humiliation : la salle tout entière n'a eu d'yeux que pour son appendice vestimentaire et qui plus est, un revers de pied l'a écarté sans respect.
De fait, lors des rares événements officiels où ils sont conviés, les Pooter jouent de malchance : le Lord-maire de Londres les invite à une soirée dansante organisée à Mansion House en tant que « Représentants des Affaires et du Commerce ». Grande est la déception de Mr Pooter de s'y voir salué sans façon par son quincaillier, un inférieur, et ensuite de constater que ce simple commerçant trinque avec les hôtes les plus en vue de la soirée, aristocratie y comprise. Un verre de champagne présenté par le shérif l'incite à se lancer sur la piste aux bras de Carrie, mais la polka, à la risée générale ne peut-il que constater, se termine à plat sur le parquet.

### Willie devient Lupin

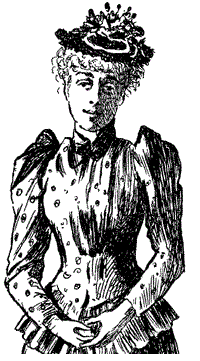
Daisy Mutlar.

L'été arrive et avec lui le fils Pooter, Willie, qui informe ses parents que désormais, il entend qu'on l'appelle Lupin, son deuxième prénom, et qu'il est en congé de sa banque pour quelques vacances. Pooter s'étonne que son fils reste au lit à des heures indues, l'appelle Guv'nor ('gʌvnə), le plus souvent abrégé en Guv' ('gʌv) ; mais bientôt éclate la vérité : Lupin a été « saqué » (got the chuck) pour « fainéantise » (idleness). Mr Pooter, certes désemparé, perçoit vite que s'offre une chance de le caser chez Perkupps. En attendant, Lupin accompagne ses parents pour leur semaine de vacances à Broadstairs, mais les relations ne sont pas au beau fixe, Mr Pooter n'appréciant que peu les habitudes de son fils qu'il juge cavalières (fast), non plus que sa façon de porter un costume à carreaux le dimanche au lieu du tweed ou du frac traditionnels, sans compter qu'il abuse du tabac.
De retour à Hampstead, Pooter se met en chasse d'un nouvel emploi pour Lupin, mais sans succès. De toute façon, le jeune homme intègre une troupe de théâtre amateur un peu bohême, « Les Comédiens de Holloway » (Holloway Comedians). En novembre, Mr Perkupp intervient et Lupin obtient un poste de commis chez un courtier, « [g]ood biz » commente l'intéressé qui du coup, annonce ses fiançailles.

### Fiançailles avec Daisy
La promise est Daisy Mutlar, âgée de vingt-huit ans, chanteuse sans oreille et sœur d'un ami de scène fainéant, « la jeune fille la plus gracieuse, la plus jolie et la plus accomplie qu'il ait jamais rencontrée ».
Après quelques conciliabules d'étiquette pour savoir qui doit d'abord voir qui, Mr Pooter fait la connaissance de la fiancée : « plutôt grosse… au moins huit ans de plus que Lupin. Je ne lui ai trouvé vraiment aucun attrait ». En l'honneur de l'occasion, la famille offre un grand dîner : vers la fin de la soirée, se présente Mr Perkupp en personne ; la salle est bruyante (raucous), plus grand-chose ne reste à boire et à manger, et avec courtoisie, il décide de repartir aussitôt. Pour Pooter, la soirée est un échec cuisant, mais pour chère Carrie, c'est un franc succès. Quelques jours plus tard, Lupin annonce « avec une désinvolture forcée sans doute apprise chez les comédiens de Holloway » que les fiançailles avec Miss Mutlar sont rompues et qu'il n'est nulle question désormais de mentionner son nom en sa
présence.

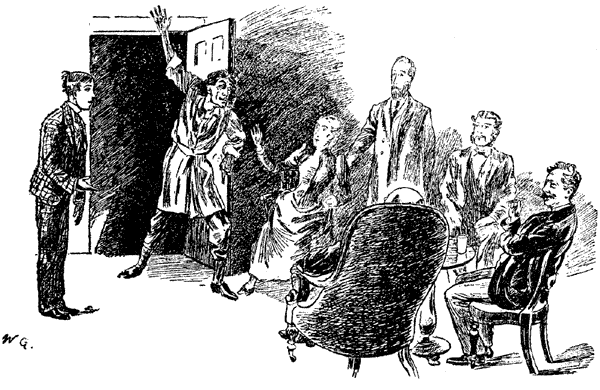
Lupin invite, qui ressemble à Henry Irving.

Les semaines se suivent et Lupin prend l'habitude de convier la troupe des comédiens de Holloway aux Lauriers. À chacune de ces occasions, un certain Mr Padge, un parfait inconnu dont on ne s'explique pas la présence, se comporte en hôte de marque et s'installe, une pipe pouffante aux lèvres, dans le meilleur fauteuil comme si de droit. Mr Padge ne prononce que deux mots, « Très juste » (That's right), chacun d'eux accompagnés d'un geste décisif, puis rit aux éclats ; en revanche, Mr Burwin-Fosselton monopolise la conversation et même se permet d'envoyer une lettre impertinente à Mr Pooter : lui, écrit-il, vit pour l'art, vous, pour le commerce. Un océan les sépare, lui arrivera au sommet et vous serez le premier à venir courber la tête devant moi. Lupin, qui a lu la missive avant qu'elle ne soit cachetée, déclare nonchalamment : « Je pense qu'il a raison » (I think he's got a point), mais son père est outré.

### Noël, comme chaque année
Noël arrive : Pooter ne voit que des nuages s'amonceler au-dessus de sa tête et son Journal lui paraît d'un « intérêt minime » (minimal interest). Pas un seul bouton sur sa chemise hier, mais, précise-t-il à Carrie, « Je n'ai rien dit, moi » (I made no complaint) ; une paire de chaussettes confiées à la laverie, mais une seule de rendue, et la patronne de se justifier : en fait, Sarah ne lui aurait remis qu'une chaussette et demie. Comme chaque année, les fêtes se passent chez la mère de Carrie, ce qui entraîne des frais indus, un costume neuf par exemple, et comme le dit si bien chère Carrie, plus on a d'amis, plus on dépense en cartes de Noël, au moins vingt-quatre cette année.
Lupin s'absout de ces festivités et annonce que Daisy Mutlar, à elle seule, vaut plus que tous les amis de ses parents réunis, Perkupp y compris, ce qui oblige Pooter à quitter la pièce sans mot dire pour préserver sa dignité. Les fiançailles sont plus que jamais à l'ordre du jour, « on » comme dit Lupin. Pour autant, Noël se passe plutôt agréablement, encore que Mr Muttlar ait osé écrire des choses désagréables sur son futur gendre qu'il juge insolent. Le 28 décembre, de retour aux Lauriers, alors qu'on soupe gentiment, Lupin se prend à faire des toupies de pain (tee-to-tums) et bientôt, tous les convives, même Gowing et Cummings, se livrent à une bataille rangée du plus mauvais goût : la mie, la croûte, le persil du mouton, tout vole alentour et des morceaux de victuailles atterrissent sur le front indigné de Mr Pooter. La nuit est mauvaise pour lui, un cauchemar, par deux fois répétés, augure de nouveaux désagréments.

### Fluctuations boursières et krach amoureux
Pourtant, le Jour de l'an, Pooter est nommé premier commis chez Perkupps et son salaire annuel augmenté de 100 £. Tout à la joie de cette promotion, il apprend que son fils vient d'en engranger le double grâce à des spéculations boursières menées à bon escient. Le choc est rude, mais bientôt Gowing et Cummings le rejoignent pour investir, selon les recommandations de Lupin, de petites sommes dans les Chlorures Parachikka (Parachikka Chlorates).
Lupin, après avoir « inconsidérément » acheté une calèche, présente un nouvel ami à ses parents, Murray Chic (Mr Murray Posh), que Pooter trouve massif et gras, et surtout trop familier avec Daisy, ce dont il met son fils en garde, mais sans effet. Quelques semaines passent et arrive la nouvelle que les actions de Parachikka ayant chuté, les investissements ont perdu toute valeur. De plus, la société boursière de Lupin s'est effondrée et le courtier, Job Cleanands, est parti avec la caisse. Lupin se retrouve sans travail et apprend le jour du krach que sa fiancée l'a quitté pour Murray Chic. Sa seule consolation, explique-t-il à son père, est qu'il a persuadé Chic d'investir 600 £ dans le groupe Parachikka. Tout finira par s'arranger, pense Mr Pooter, et de fait, Lupin se voit offrir un poste de commis par Perkupp.

### Mondanités déçues

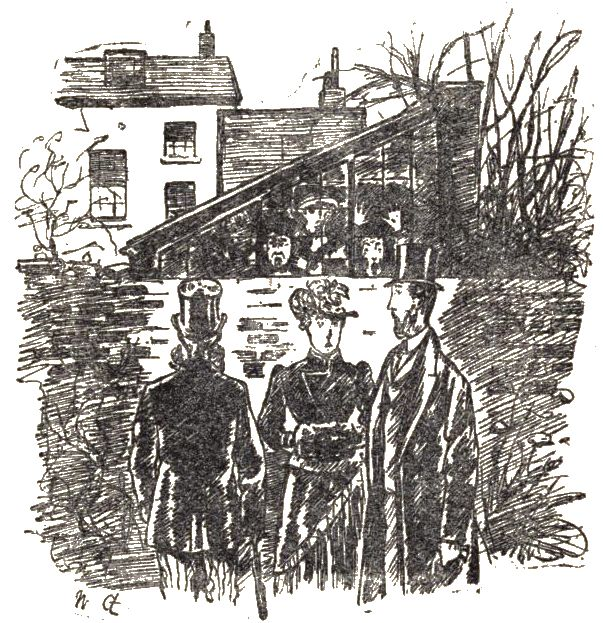
La soirée loupée à Acton-Est.

En avril, les Pooter reçoivent une invitation au bal de la brigade des fusiliers d'Acton-Est (East Acton Rifle Brigade), ce qui leur promet une soirée de haut standing. Grande est leur déception le jour venu d'être accueillis dans un hall quelconque, au fond d'une impasse obscure et au milieu de convives inconnus, qui plus est tout ce qu'il y a de plus miteux (down-at-heel). Pooter, convaincu que victuailles et boissons sont gratuits, et il y a pléthore, invite avec libéralité, y compris Mr Padge qui répète That's right et rit aux éclats tout en pouffant sur sa pipe.
Alors qu'il s'apprête à rentrer, on présente l'ardoise, si lourde, 3 £ 6 d, que Mr Pooter, à court de 9 shillings et au comble de l'humiliation, n'ose en parler à Carrie. La situation se complique lorsque par une pluie battante, pas un sou ne reste pour payer le cocher : insulté, bousculé, secoué par la barbichette, Pooter n'a d'autre choix que d'inviter son épouse à faire les deux miles restants (3,218 km) sous la tempête de la nuit londonienne. Pour clamer sa colère, il envisage d'écrire au Daily Telegraph, mais ne donne pas suite.

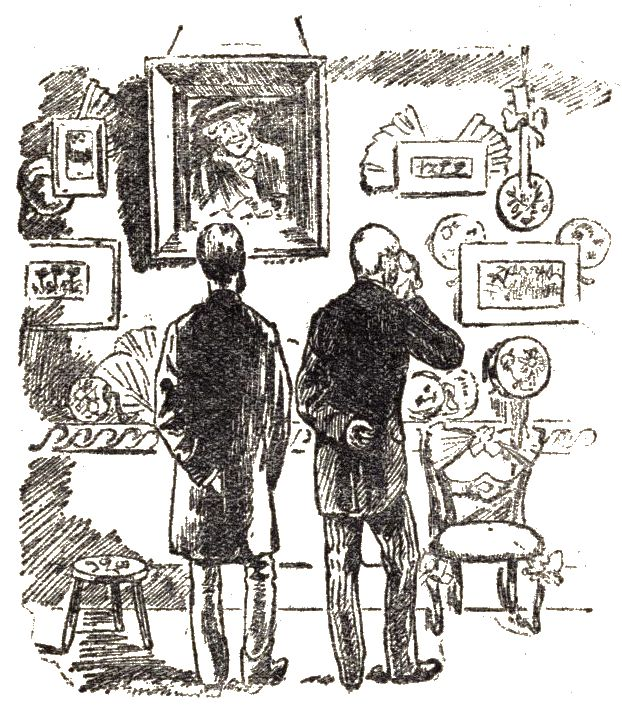
Pooter devant les portraits de famille chez Finnsworth.

Ainsi se succèdent les petites mondanités, tournant trop souvent au vinaigre : au cours d'un déjeuner chez Mr Finnsworth, père d'un vieil ami, les choses s'enveniment lorsque Pooter se prend naïvement à commenter un portrait : c'est la mère de son hôte, peinte après sa mort, détail dont il ne s'est pas rendu compte et qui a conduit à de malencontreuses remarques. Lors de sa rencontre avec Mr. Hardfur Huttle, qui ne mâche pas ses mots sur la décrépitude du vieux continent, il constate, impression partagée par Carrie, que cet Américain est le portrait craché de ce que sera Lupin dans quelques années, ce qui suscite un certain effroi.
Lors d'une soirée organisée par Cummings, une séance de « Côtelettes », (Cutlets), variante burlesque d'une réunion de Quakers, est proposée. C'est un jeu inconnu de la plupart et que Pooter juge « idiot » (stupid), chacun devant s'asseoir sur les genoux de l'autre — Carrie n'accepte que le giron de son mari —, et d'un coup, Cummings, qui mène la danse, se relève en criant haut et fort qu'il adore le Grand Moghol et tout le monde de s'exclamer « oui ! oui ! oui ! », et s'écroule pêle-mêle l'amas des corps empilés.
Lupin vient d'être remercié par Perkupp pour avoir conseillé à Mr Crowbillion, un gros client, à placer son argent chez un concurrent. Pooter en est mortifié, mais bientôt un poste à 200 £ annuelles, plus un bonus de 25 £, s'offre à l'imprudent. Du coup, Lupin fait la paix avec Murray et Daisy, désormais Mme Chic (Mrs Posh), puis déménage pour Bayswater. Dès son installation, il convie ses parents à dîner pour leur présenter « Petite Lillie » (Lillie Girl), la sœur de Murray, aux alentours de la trentaine ; au cours de la conversation, Pooter apprend que Murray a doté son épouse, Daisy, et sa sœur, Lillie, de 10 000 £ chacune.

### Tout s'arrange

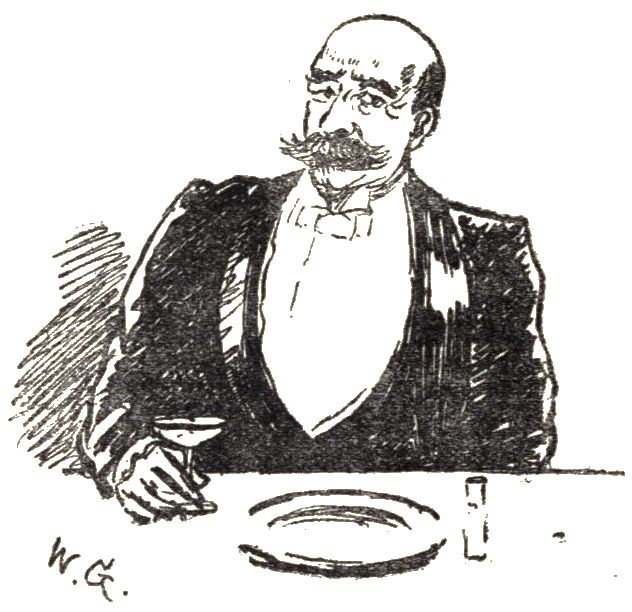
au restaurant.

Pooter et Carrie sont invités au dernier moment à un dîner offert par Mr Franching. Un certain Américain de passage, Mr. Hardfur Huttle, y tient le haut du pavé et fait un procès féroce des us et coutumes du vieux continent, de sa décrépitude, de son incapacité à innover, et cela tout en se référant à un personnage inconnu, mais dont la description correspond exactement à Pooter, ce qui crée un certain embarras, d'autant que principal intéressé ne comprend pas la relation (chapitre XX).
Surprise au chapitre XXXIII : après le retour de Bayswater, une calèche attend Pooter à sa porte pour l'hôtel Victoria où Mr. Hardfur Tuttle l'a convoqué. L'Américain propose un nouveau client susceptible de remplacer le défaillant Crowbillion. Pooter en est ravi, mais ce qui le touche encore plus, c'est qu'il ait été choisi comme intermédiaire sur la recommandation de Mr Franching. Perkupp qui, quelque temps plus tôt, a obligé son premier commis à écrire une lettre dénonçant l'incompétence de son propre fils, en est si reconnaissant — son entreprise est ainsi sauvée — qu'il achète le titre de propriété inaliénable (deeds) des Lauriers et remet l'acte à l'intéressé. Le couple est tout à sa joie et pendant qu'il célèbre l'événement, arrive une lettre de Lupin annonçant ses fiançailles avec Petite Lillie : « Nous nous marions en août et nous espérons que nos vieux amis Gowing et Cummings seront de la fête ».

## Publication
En introduction du journal figure un court exergue, intitulé « Introduction de Mr Pooter », non daté, mais situé à The Laurels, Brickfield Terrace, Holloway : 
« Why should I not publish my diary? I have often seen reminiscences of people I have never even heard of, and I fail to see—because I do not happen to be a 'Somebody'—why my diary should not be interesting. »
« Pourquoi ne publierais-je pas mon journal ? J'ai souvent vu des gens dont j'ignorais tout partager leurs souvenirs et je ne vois pas pourquoi — parce que je ne suis pas « Quelqu'un » — mon journal ne présenterait pas d'intérêt. »

### En feuilleton
Le Journal  paraît d'abord en feuilleton dans l'hebdomadaire satirique Punch, en tout vingt-six publications dont douze dans les seize premiers mois. La première, annoncée dans le numéro du 26 mai 1888, s'accompagne d'une brève note de la rédaction : « Comme tout le monde qui est quelqu'un publie des mémoires, des journaux intimes, des notes personnelles, des autobiographies et des souvenirs, nous sommes sincèrement reconnaissants à Personne de nous permettre d'ajouter à cette collection historique ». Elle est due au rédacteur-en-chef, Frank Burnand, qui choisit également le titre de la série. C'est en réalité une pique l'égard de George Grossmith, à l'époque occupé à la rédaction de son livre A Society Clown, publié en août 1888, trois mois avant que Punch ne retienne le Journal.
Plusieurs interruptions — avril 1889, 15 septembre-17 novembre — dans la publication des épisodes crée un décalage entre la date des entrées du Journal et la publication par Punch. Cela explique pourquoi Mr Pooter grommelle dans son entrée du 30 octobre, publiée le 17 novembre 1888, et s'exclame : « Je voudrais bien savoir qui a méchamment déchiré les dernières cinq ou six semaines de mon Journal ; c'est une abomination ». En fait, ajoute-t-il, à la suite d'un embarras domestique, les pages ont été accidentellement jetées au feu.
Cette série se termine 11 mai 1889, avec l'entrée du Journal du 21 mars, consacrée à la fête que donnent les Pooter en l'honneur de la nomination de Lupin comme commis chez Perkupps. Mr Pooter, très content de lui, rêve du bonheur qui illumine sa famille, Lupin, la chère Carrie et lui-même. Pourtant, à ce stade, l'ennui générationnel domine chez les Pooter : le fils dans le même bureau que le père, les allers et retours ensemble par le bus, mais qui sait, avec le temps, Lupin se prendra d'affection pour « notre petite demeure » (our little home).
Telle est la fin initialement prévue du Journal : Pooter a atteint l'ambition de sa vie, avoir son fils à ses côtés au bureau, prendre le même autobus que lui et s'en revenir ensemble à la maison le soir venu. Cependant, lorsque les auteurs préparent le manuscrit pour en faire un livre, ils y ajoutent de nouvelles entrées, avec vingt-six illustrations de Weedon Grossmith.

### En volume
En juin 1892, les frères Grossmith confient leur manuscrit à un éditeur de Bristol, J. W. Arrowsmith Ltd., connu pour avoir publié Trois hommes dans un bateau de Jerome K. Jerome et son flair à débusquer des talents souvent refusés par ses confrères de la capitale, G. K. Chesterton, Anthony Hope et Edgar Wallace, par exemple.
Le succès reste maigre jusqu'à la troisième édition parue en octobre 1910. Après la Grande Guerre, l'ouvrage gagne en popularité ; les rééditions se succèdent si bien qu'il est constamment disponible. Des versions audio paraissent dès 1982. L'écrivain Robert McCrum le classe dans une liste personnelle parmi les cents meilleurs ouvrages de tous les temps.
Les frères Grossmith prennent soin de faire coïncider les entrées du journal avec les dates du calendrier. Par exemple, les deux dernières, 3 et 8 avril 1888, sont indiquées comme étant samedi et dimanche, ce qu'elles sont en réalité. Autre précaution, le texte reprend les dates originales après l'interruption de trois ans pendant lesquels l'édition en volume est préparée, si bien que le Journal, dont les ajouts courent du 8 avril au 11 juillet, se poursuit en 1889 et non en 1892.
Pour autant, nombre d'altérations sont apportées par rapport aux feuilletons publiés par Punch : ajouts de scènes, comme celle du nœud papillon au théâtre, ou les imitations de Henry Irving par Burwin-Fosselton, la difficulté qu'a la gazette locale, Blackfriars Bi—Weekly News, à imprimer le nom Pooter sans erreur, un jour Porter (« Portier »), l'autre Putter (« Teuf-teuf »), voire Pewter (« Étain »), ou celui de Grossmith, Grousesmith (référence au lagopède d'Écosse) en août, Gossesmith (référence à l'oie) en septembre, Ghostsmith (référence au fantôme) à Noël et Grogsmith (référence au grog) au jour de l'an. Certaines dates sont rectifiées et les lieux, d'abord légèrement déguisés — Broadstairs était devenu Broadsteps — retrouvent leur vrai nom. Les chants sont mis à jour et s'ajoutent au texte les trente-trois illustrations de Weedon à l'encre de Chine, parfois inspirées de clichés repérés chez les photographes de Euston Road, en particulier pour l'infernal Percy.
Le livre découle entièrement de l'origine satirique de Punch, épisodique, sans réelle caractérisation, la plupart des personnages restant uni-dimensionnels, « plats » (flat) selon la terminologie de E. M. Forster, seul Pooter pouvant être considéré comme « rond » (round). Reste le jeune Percy qui n'apparaît que dans un seul épisode : fils d'une amie d'école de Carrie, toujours en jupe comme le veut la mode victorienne pour les moins de six ans, il est élevé selon une nouvelle méthode, plus moderne, et ni « plat » ni « rond », se résume à la diabolique perversion qu'il déploie à martyriser les tibias de Pooter, puis à gifler Carrie, à se saisir d'une montre-gousset comme balle, etc., et lorsque Pooter reproche à la mère de ne pas le tenir, il se voit répliquer que Lupin n'a pas grand-chose à lui envier.

## Accueil
Le 29 juillet 1892, le Literary World publie un compte rendu au mieux indifférent : « Une interruption occasionnelle n'a rien de grave, le fil de l'histoire manquant peut être reconstitué sans grand effort ; […] on peine à se passionner pour les faits et gestes de la famille Pooter ou de ses amis ».

### Indifférence initiale
D'après Morton, aucun document, public ou privé, ne témoigne d'une quelconque réaction aux parutions en feuilleton dans Punch. Pourtant, l'Athenaeum résume ce vide en une formule : « [le texte] a sans doute échappé à l'attention parmi des blagues de bien meilleure qualité ».
En revanche, lors de la publication en volume, Punch insère une annonce dans son numéro du 23 juillet 1892 : « Très drôle, avec un brin de pathétique ». Dans l'ensemble, les premières réactions critiques restent tièdes : certes, le Saturday Review de Londres trouve le livre « admirable et, dans certains de ses traits, […] proche du génie, avec un charme aussi naturel qu'irrésistible » ; en revanche, The Athenaeum ne lui concède « aucun mérite qui puisse compenser son insigne vulgarité, pas même celui d'être amusant ». Qui plus est, le commentateur souligne le manque de goût des plaisanteries, ciblant presque toutes la pauvreté des commis de la cité, et il conclut : « En plus, c'est d'un ennui à mourir. »The Speaker considère qu'on a là un « cas d'école de vulgarité », et le New York Times, se penchant sur la toute nouvelle édition américaine, avoue « n'y rien comprendre : il y a là de doux clichés, autant de plaisanteries banales dont nos cousins de l'autre côté de l'Atlantique font leurs délices […] Ici, nous avons d'autres façons d'être drôles ». Bien que le détail des ventes ne soit pas connu, la maison d'édition Arrowsmiths reconnaîtra plus tard que les premières éditions n'ont pas touché grand monde.

### Popularité croissante

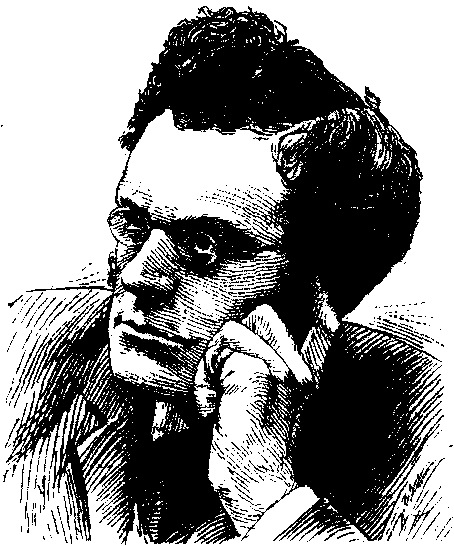
Augustine Birrell, membre du Cabinet britannique, grand admirateur du Journal.

Ce n'est qu'en 1910 que le Journal commence à se faire une réputation parmi les cercles littéraires et aussi politiques. Dans son essai, publié au début de l'année, Sur tout et rien (On Anything) (chapitre Sur les personnages des livres (On People in Books), Hilaire Belloc le range, parmi « la demi-douzaine des réalisations immortelles de notre époque […] une gloire pour nous tous ». D'autres célébrités se joignent à lui, Archibald Primrose, ancien premier ministre, qui déclare à l'éditeur : « Je l'ai acheté et j'en ai donné plus d'exemplaires que n'importe qui […] Sans lui, j'ai l'impression que toutes les chambres que j'occupe sont vides ». Birrell, quant à lui, voit en Charles Pooter un personnage comique à l'égal de Don Quichotte et se glorifie que dans le livre, une femme de ménage illettrée porte son nom. L'éditeur Arrowsmiths reprend toutes ces louanges en guise de préface à l'édition de 1910 et celles qui suivent, neuf de 1910 et 1919. D'ailleurs, Morton explique que l'histoire de ces parutions est compliquée, tant l'« éditeur refuse de faire la différence entre une impression et une édition ».
The Bookman de Londres commente la quatrième édition de 1919 en observant que désormais, le Journal a fermement conquis la faveur du public et que ses nombreuses imitations, qui n'ont jamais atteint le niveau de l'original, ont désormais sombré dans l'oubli. Il insiste sur « son étrange drôlerie, sa satire insolite et son ironie si agréablement posée ». Son personnage principal ne peut que susciter la sympathie : « On rit de ses petites absurdities, de ses amusants faux-pas, de ses maniaqueries pleine de bonnes intentions, mais il est désarmant et suscite l'affection, voire l'admiration, tant il est si évidemment honnête, si délicieusement et ridiculement humain ».
Au Canada, la réaction favorable du  Queen's Quarterly envers le Journal — en complète opposition à celle de son confrère new yorkais près de trente ans auparavant — loue l'auto-portrait à la fois discret et sympathique de Pooter et remarque que « ce n'est pas avant la deuxième ou le troisième lecture — et on n'échappe pas à une relecture — que l'art consommé  de ce livre ingénu commence à être perçu ». Quant au critique D. B. Wyndham Lewis, il résume les Pooter en une formule éloquente par sa somme d'adjectifs, ici partiellement rendus par diverses locutions « des imbéciles bien en vie, à température normale, qui respirent, niais à mourir, vivants et attachants au possible ».

### Succès

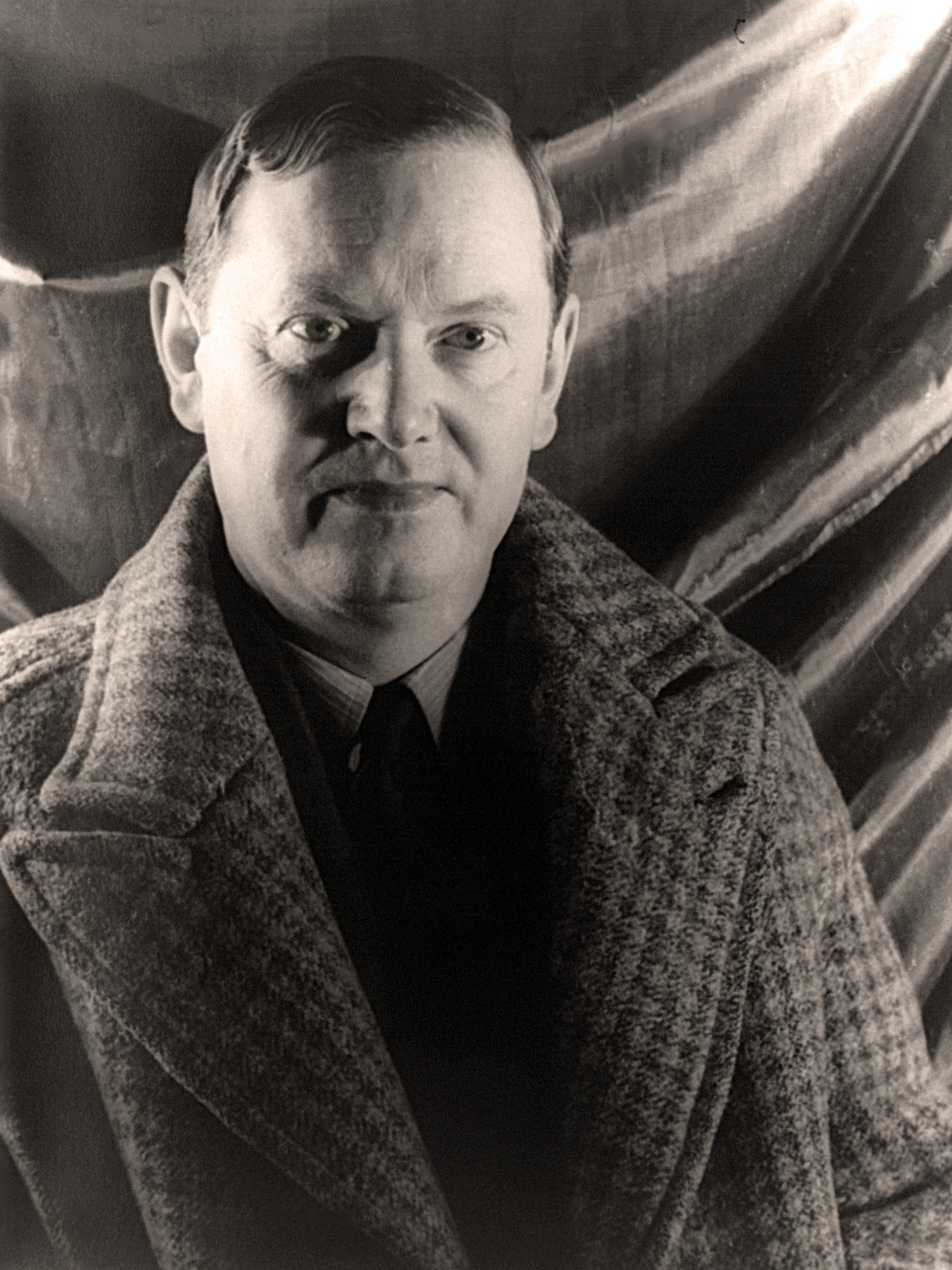
Pour Evelyn Waugh, le Journal d'un homme sans importance est « le livre le plus drôle du monde ».

Le romancier Evelyn Waugh connaît le Journal depuis son enfance. Ses parents l'adorent et son père en lit des extraits en famille. Sa biographe Selena Hastings note que la maisonnée des Waugh n'est pas sans ressembler à celle des Pooter. Au départ, Evelyn Waugh est plutôt méprisant, mais il apprend à l'apprécier et dans son essai de 1930 En route pour l'immortalité (One Way to Immortality), écrit que c'est « le livre le plus drôle du monde ». Il ajoute : « Personne ne veut lire les élucubrations des autres sur la vie, la religion ou la politique, mais bien traitée, la routine de leur vie est toujours d'un vif intérêt et le sera d'autant plus que les mœurs changeront avec le temps ».
D'abord publié dans le  Daily Mail du 28 juin 1930, l'essai incite Morton à se demander si plusieurs des principaux héros des premiers romans de Waugh, quoique socialement éloignés des Pooter, ne partagent pas l'étonnement inquiet de Charles et de Carrie devant les changements du monde. Dans son roman Retour à Brideshead (Brideshead Revisited) (1945), Waugh décrit Lady Marchmain en train de réconforter sa famille en lisant le Journal « avec son beau timbre de voix et beaucoup d'humour dans l'expression ». Morton pense que l'un des attraits que le Journal exerce sur Waugh est que ce dernier s'identifie à Lupin en tant que fils mal apprécié de ses parents et qu'il admire la faculté dont ce dernier fait preuve pour retourner la fortune en sa faveur.
À peu près l'époque où Waugh découvre l'attrait du Journal, le romancier J. B. Priestley le désigne comme un exemple parfait de l'humour britannique, « un humour authentique […] avec sa dose d'absurdité, d'ironie et d'affection » ; Jerome K. Jerome, renchérit-il, n'a jamais écrit quelque chose d'aussi bon : « le pauvre Mr Pooter, dans sa simplicité, sa timidité, sa bonté de cœur, n'est pas seulement un personnage dont on se gausse, mais un de ces gentils imbéciles dont l'innocence et la niaiserie finissent par toucher ». À son tour, George Orwell considère dans un essai de 1943, que même si ses sept derniers chapitres sonnent faux et ne servent qu'à donner au lecteur un dénouement heureux à la façon victorienne, le livre dépeint correctement la vie dans l'Angleterre des années 1880. Il reprend l'analogie avec Don Quichotte, mais trouve que l'homologue anglais n'est qu'une version à l'eau de rose de l'original, « souffrant constamment de catastrophes dont sa propre niaiserie est seule responsable ».
Après la Seconde Guerre mondiale, le livre gagne encore en réputation. Osbert Lancaster s'y réfère comme une « œuvre d'art majeure » (a great work of art), enthousiasme partagé par la nouvelle génération d'écrivains et de sociologues : ainsi, Gillian Tindall écrit en 1970 qu'il s'agit du « meilleur roman comique en langue anglaise » (the best comic novel in the language). Même antienne une génération plus tard chez A. N. Wilson qui, dans son étude sur la période victorienne, prétend qu'Oscar Wilde ou Aubrey Beardsley ne sont pas plus typiques des années 1890 que ne le sont Charles et Carrie Pooter, dignes représentants de la classe moyenne inférieure. Wilson assure même que les Pooter sont reconnus comme « des arbitres du bon goût par excellence » (arbiters of the greatest good taste), vu que la classe moyenne du XXe siècle s'empare des canons victoriens pour agencer ses demeures dites de caractère ; et un article du Spectator de 2008 fait remarquer que des maisons comme Les Lauriers, humbles qu'elles étaient dans les années 1890 et habités par des commis de la Cité, atteignent au XXIe siècle plus d'1 million £ chacune dans « le quartier des banquiers » (banker land).

## Contexte socio-historique
Le Journal d'un homme sans importance est un roman, quoique sa trame reste débridée au gré des entrées de son prétendu chroniqueur. Pourtant, il relève de plusieurs genres de la littérature victorienne, la publication préalable en feuilleton de préférence mensuel, son existence même tant l'époque est friande de journaux intimes, l'une des « formes parallèles » à l'autobiographie, que publie volontiers les Vanity presses, éditions spécialisées dans les comptes d'auteurs.
Ainsi, Morton peut écrire que les Pooter of Holloway « appartiennent à la catégorie des personnages littéraires que les gens cultivés connaissent par allusion, même s'il n'ont pas lu le livre. En effet, leur nom est passé à la postérité sous la forme de l'adjectif pooterish ou parfois pooteresque, mentionnés dans le supplément de l'Oxford English Dictionary de 1933 et depuis, dans de multiples entrées (voir la version en ligne).

### Suburbia
D'après Glinert, leur adresse suffit à les situer
socialement.
Si Perkupp réside sans doute à Kensington ou Chelsea, Pooter, qui est l'un de ses subalternes, ne peut qu'habiter la banlieue (Suburbia
), et en particulier la banlieue nord.
Présentée auprès des futurs habitants comme une rus in urbe (« campagne dans la ville ») idéale, elle est bien connue des frères Grossmith qui se sont élevés à Holloway dans le quartier de Hampstead et ont étudié en voisins à Camden Town, anciens villages bientôt reliés à la capitale par l'essor industriel. John Ruskin dénonce l'architecture naissante des rangées de maisons toutes semblables « liées comme des siamoises par le côté et chaque couple orné d'un portique à la grecque ou gothique partagés entre elles avec de magnifiques perrons et des lettres majuscules lourdement ornementées ». Il s'agit des trois-faces (semi-detached), chacune avec des fenêtres encadrées, une corniche, un parapet et un demi sous-sol ; un bout de jardin devant, un passage (the drive) et une bande de terrain derrière qui, dans le cas de Pooter, jouxte la voie ferrée, dont le tremblement des trains fissure le mur de clôture, ce qu'il considère comme un moindre mal,. Il envisage même d'y cultiver des radis et du cresson, ce qui donne une idée de l'exiguïté du lieu. L'espace de vie est surélevé en étage noble par un perron de dix marches, dans le style piano nobile, si bien que Mr Pooter ressent de facto qu'il est au-dessus du commun.
Taunton écrit que cette architecture cherche à singer soit la grandeur du manoir de campagne, soit le caractère douillet du petit cottage, et parfois s'offre le luxe d'un étrange mélange des deux. Aux « Lauriers », la pièce de séjour est à l'image du jardin et son exiguïté fait que lorsque les Pooter reçoivent, les portes doivent être enlevées et Carrie tend de la mousseline — tissu le moins cher — pour cacher le vide. Carrie assure l'intendance et prépare pour ses hôtes des jam puffs (pâte à chou avec garniture de confiture) et des sandwiches, suivis d'un blanc-manger que personne ne touche et qui réapparaît sans cesse sur la table, ce qui tend à indiquer que même les domestiques n'en veulent pas, et il est de rigueur qu'une bouteille de champagne ne soit pas ouverte tant que la précédente n'est pas terminée.
Holloway a quelques dépôts de bois et de marchandises, mais sert surtout de réservoir à une cohorte de cols blancs qui grossit à vue d'œil à mesure que le secteur financier irrigue l'Empire britannique. Nombre de critiques essaient de localiser Les Lauriers et en 2008, le journaliste Harry Mount situe la maison dans Pemberton Gardens, voie transversale reliant Upper Holloway Road à Junction Road dans Archway.
De toujours, le faubourg est ridiculisé par rapport à la cité ou la campagne, de Ben Jonson dans Every Man in His Humour (1598), jusqu'à Dickens dans L'Ami commun (Our Mutual Friend), surtout au quatrième chapitre (« Esthétique de la répulsion » (Baumgarten) ?), puis chez E. M. Forster, George Orwell et autres. D'ailleurs, dès qu'il est titulaire d'un poste de commis, Lupin s'empresse de quitter le ghetto des cols blancs pour s'installer à Bayswater, dans le centre de la capitale.
Quelques voix discordantes cependant, celle de John Betjeman par exemple, qui dans ses poèmes Thoughts on The Diary of a Nobody (Pensées sur le Journal d'un homme sans importance) et Middlesex, entonne le chant de louange d'une ruralité en déclin et rappelle que lorsque les Pooter se promenaient, les trottoirs contournaient des bouleaux et des
chênes.

### «Rien de mieux que ce qui est, quel qu'il soit»

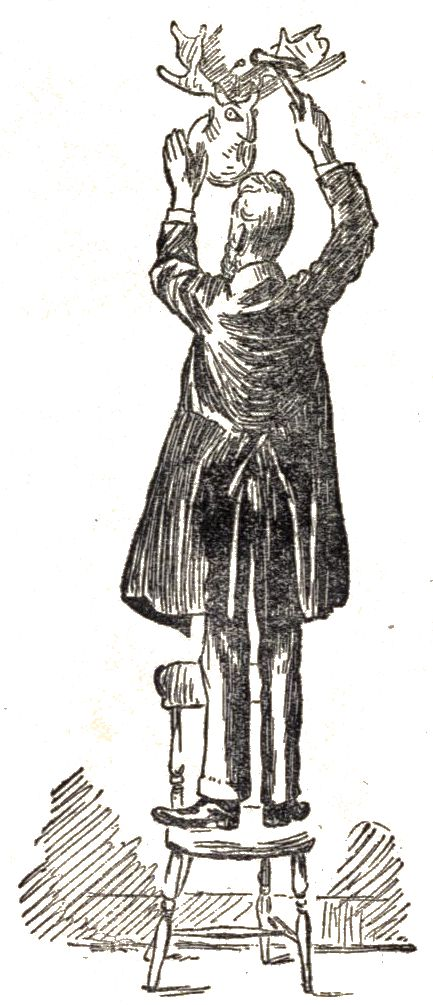
Pooter accroche les bois de cerf en plâtre de Paris.

La fascination de l'historien Crosland pour la banlieue, génératrice selon lui de pratiquement toutes les idées et de tous les mouvements sociétaux de l'époque, n'englobe pas ses habitants dont il relève l'obsession de la respectabilité à tout prix, ce qui contraint à donner le change et sauver les apparences, mais aussi à se comporter immuablement avec style. Ainsi, il est d'usage, comme chez les Pooter, de laisser sa carte de visite sous la porte d'une personnalité, même si ce seuil n'est jamais franchi, de placer sous les vases, à défaut de dentelles, de petits napperons de laine bleue, d'accrocher aux murs des bois de cerf moulés en plâtre, mais pas n'importe lequel, celui dit « de Paris », du meilleur effet, selon Pooter, une fois vernis en marron,.
Autre marqueur social obligé, les vacances estivales au bord de mer, occasion pour les femmes de quelques emplettes vestimentaires et, pour tous, d'afficher une saine addiction — typiquement britannique — au grand air (fresh air). Bref, singer avec application les mœurs, décoration y comprise, ne serait-ce qu'avec du toc, de la classe supérieure à la sienne est une nécessité et, ajoute Crosland, si le faubourg a une philosophie, c'est « Rien de mieux que ce qui est, quel qu'il soit » (Whatever is, is best) ».
Dans The Conditions of England, publié en 1909, C. F. G. Masterman voit en la classe moyenne inférieure de la banlieue à laquelle appartiennent les Pooter une pure invention du XIXe siècle finissant. Il décrit en effet l'émergence d'employés de banque subalternes passant leur vie à maintenir au standard requis un foyer comprenant une domestique, symbole d'une prospérité naissante, raidis dans le carcan des conventions et fondamentalement conservateurs dans leurs goûts et comportements sociaux. « On les oublie facilement, écrit-il, ils ne réclament rien ni ne se plaignent pas. Dans leur ensemble, ils souhaitent qu'on les laisse tranquilles […] Personne ne craint la classe moyenne inférieure, les habitants de la banlieue […] personne ne les respecte non plus [.…] il leur manque l'organisation, l'énergie, les idées. Ils constituent une civilisation homogène, séparée, tournée sur elle-même, […] C'est une vie faite de sécurité, d'occupation sédentaire, une vie de respectabilité ».

## Un journal de son temps
Le Journal est tout à fait de son temps, d'abord par le seul fait qu'il existe (contexte socio-historique), tant la mode en est grande et d'ailleurs souvent moquée par Punch qui publie des faux (spoofs).

### Néologismes et argot
De plus, langage, goûts, vogues, etc. y apparaissent de bout en bout : l'Oxford English Dictionary y relève plus de vingt  néologismes, depuis I've got the chuck (« J'ai été viré ») de Lupin jusqu'à breadpills, les boulettes de pain utilisées comme missiles, ou encore dead-cert, abréviation de dead certain (« mordicus ») et a good address (« une adresse utile »).
Nombre de mots ou d'expressions argotiques datent de la période concernée sans forcément avoir fait carrière : ainsi bosh (« billevesées »), ou off (« passé de mode ») et son contraire go (« très tendance »), ou encore rats (« idiotie »), way (« progrès »), voire trump (« un bon bougre ») ou two-bricks (« économies de charbon ») et encore bounders (« ambitieux ») ou dittos (« ensemble veste et pantalon »), etc., l'emploi de blackguard, déjà archaïque, dans « he black-guarded me » (« il m'a escroqué, cette crapule ») au début du chapitre II lors d'une altercation de Pooter avec son boucher.

### Dernières tendances
Les femmes sont avides des dernières « tendances » : ainsi, les airs populaires reviennent à la mode et Maggie's secret (Le Secret de Maggie) et Why don't the men propose (Pourquoi les hommes ne nous demandent-ils pas en mariage) de Thomas Haynes Bayly, No, Sir, No (Non, Monsieur, non), et le populaire The Gardian of Sleep (L'Ange du sommeil), ensuite parodié par George Grossmith, se voient entonnés par Mrs  Cummings et Some Day (Un jour) chanté par Daisy.
Dans un autre registre, lors de la réception du 15 novembre, Charles et Carrie exhibent sur leur buffet un classique de la gastronomie, un Paysandu tongue, mets à base de langue de bœuf en boîte, typique du goût anglais de l'époque.

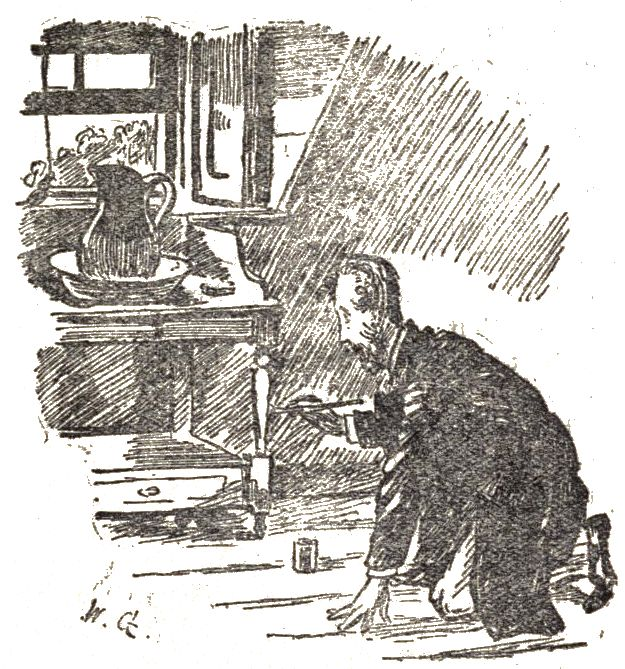
Pooter barbouille la salle d'eau de rouge.

Carrie s'intéresse de près à la décoration intérieure, avec plus de talent que son mari qui barbouille de rouge vif les pots de fleurs, les porte-serviettes, une commode et la baignoire, ce qui lui vaut une réflexion de Sarah, « C'était bien avant » (It was all right before), dans laquelle il décèle à nouveau le manque de goût inhérent aux classes inférieures. À ce propos, que Pooter utilise du rouge émail, puis du noir n'est qu'un clin d'œil moqueur des frères Grossmith en direction des esthètes de tout bord, en particulier d'Oscar Wilde qui a fait peindre sa maison en différentes nuances de blanc, ce qui lui a valu bien des railleries.
Quoi qu'il en soit, les photographies de Carrie sont tirées en grand format et teintées, chacune ornée aux angles de petites faveurs de soie brodée (Liberty bows) ; son amie Mrs James, encore plus audacieuse, l'incite à la toute récente mode de la manucure, et à écrire ses lettres à l'encre blanche sur du papier ardoise ou décorer son dessus de cheminée avec des répliques d'araignées, de grenouilles et de coléoptères.

### Arts et techniques

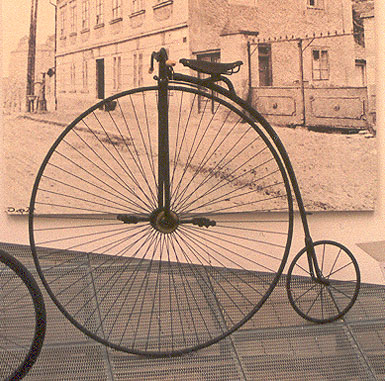
Grand-bi.

Les Pooter sont raisonablement cultivés, avec les œuvres complètes de Shakespeare sur leurs étagères. De célèbres artistes se trouvent mentionnés, vus au spectacle ou discutés pendant une soirée : ainsi, Charles Blondin (Jean François Gravelet dit Blondin), le premier funambule à avoir franchi les chutes du Niagara ; les sorties à l'opéra sont fréquentes, l'Italian Opera, le Savoy, le Haymarket, le Lyceum où les Pooter « voient » en mars 1888 les frères Grossmith interpréter The Critic de Sheridan au Haymarket.
Les nouvelles inventions ne leur échappent pas, celle du stylographe par exemple, mis au point au début des années 1880, premier stylo-plume à encre à réservoir intégré que Pooter considère avec suspicion lorsque l'encre gicle sur ses mains ; ou celle de la bicyclette, dont le lecteur, grâce à l'addiction de Cummings dont la moindre maladie fait l'objet d'un compte rendu dans The Bicycle News, peut suivre l'évolution depuis le penny-farthing (« grand-bi ») jusqu'à l'invention de la propulsion arrière en 1885 avec une chaine et les pneumatiques mis au point en 1888 par Dunlop.

### Vogue du Japon
La vogue pour le Japon fait rage depuis l'accès au trône de l'empereur Mutsuhito en 1868 et l'abolition du féodalisme trois ans plus tard, comme en témoigne entre autres la pièce de Gilbert et Sullivan The Mikado, située dans la ville imaginaire de Titipu (1885), où George Grossmith interprète le rôle-titre de Ko-Ko au Savoy Theatre en 1885 et 1888.
Au chapitre V, l'entrée du 7 juin du Journal s'intitule « Nos vues sur le Japon » (Our views on Japan). Il s'agit d'un simple geste de courtoisie : Pooter tend des feuillets concernant le Japon, sans autre précision, à Mr Franching, venu pour un meat-tea à la fortune du pot à la maison, pour le distraire tandis qu'il court chez le boucher acheter trois côtelettes. Rien de plus, mais comme dans toutes les familles, l'Empire du soleil levant est d'actualité aux Lauriers.

### Le bord de mer
À défaut du Japon, la semaine de vacances se passe à Broadstairs, station balnéaire jugée préférable à sa voisine Margate plus cotée, mais, selon Mr Pooter, plus calme et moins vulgaire. Il y arbore un vieux chapeau colonial au grand embarras de son fils, tandis que Carrie achète le 3 août une immense ombrelle de cinq pieds, soit environ 1,5 mètre— que toute dame bien doit avoir en cette saison —, même si son mari pense qu'elle invite au ridicule, tout cela rend cette fin de siècle topique et singulièrement vivante.

### Spiritisme
Le spiritisme (en anglais spiritualism), retrouvé surtout au chapitre XXII où trois séances sont décrites, tient une place non négligeable dans le livre. Les frères Grossmith, quoique fort dubitatifs, connaissent bien le milieu car l'épouse de George est en relation avec l'Association pour la recherche psychique (Society for Psychical Research), fondée en 1882, dont les premiers membres appartiennent à la crème de l'intelligentsia britannique. D'ailleurs, leur ami Frank Burnand, rédacteur-en-chef de Punch, est lui-même un spirite et quelques séances sont organisées chez Weedon.
Devant les sarcasmes que le mouvement spiritualiste suscite, ses partisans se regroupent pour en défendre l'authenticité et la respectabilité ; de façon générale, selon eux, son idéologie a pour fondement le foyer et la famille, et en ce sens, commente Owen, elle ne peut que plaire à la petite classe moyenne.
Dans le Journal, le spiritisme, explique V. Pope, donne l'occasion à George Grossmith d'une plaisanterie d'ordre privé : le 30 mai en effet, Carrie Pooter se passionne pour un livre d'une certaine Florence Singleyet, qui reprend les thèses de La naissance n'existe pas (There is no Birth) de Florence Marryat. Grossmith, très sceptique, raconte avoir participé à une séance avec Florence Marryat et s'être fait vigoureusement pris à partie pour son manque de respect, d'où le pastiche et le nom de l'auteur présumé, composé de single et de yet, c'est-à-dire « toujours célibataire », autrement dit « vieille fille »,,.
Lors d'une séance, la satire de Grossmith se fait encore plus mordante quand l'assemblée prend les coups de marteau de Pooter à l'étage pour une manifestation des esprits,. Bref, Carrie se plonge dans Singleyet et succombe au charabia que débite le médium. Comme l'écrit J. P. Priestley dans Victoria Heyday (Les plus belles années de Victoria), « [d]ans chaque ville se trouvaient des pièces plongées dans l'obscurité dans lesquelles apparaissaient des visages d'esprits lumineux, où les instruments de musique jouaient tout seuls, où d'étranges voix s'élevaient pour prophétiser, […] le spiritualisme et ses miracles font rage ».

### Le mariage
Autre question dans l'air du temps, les lettres publiées au cours de l'été 1888 par le Daily Telegraph, en réponse à la rubrique « Le mariage est-il un échec ? » (Is Marriage a Failure?). « Dans notre cas, annonce solennellement Mr Pooter, ce ne fut point un échec ». Punch s'empresse de publier une page de fausses lettres (spoof letters) assorties du commentaire suivant : « Sûrement pas, puisqu'il permet de remplir deux ou trois colonnes chaque jour et permet au D. T. [Daily Telegraph] de survivre même à la M. SS. ([morte saison]) ».
Ainsi, résume Morton, le Journal regorge de petits détails plus vivants que les « textes canoniques » (canonical texts) d'écrivains comme Gissing ou Hardy, par exemple, la façon dont les Pooter se comportent avec leur domestique et les commerçants (le quincaillier, la laveuse, le boucher, les cochers, etc.), les distractions du foyer, les rapports de Charles avec ses subordonnés au bureau — rapportés en passant, car il est leur risée —, ses efforts répétés et souvent futiles pour asseoir son autorité patriarcale, voilà qui rend compte du monde des années 1880 tout en intriguant le lecteur non contemporain, tant l'Angleterre du XXIe siècle a changé, encore que persistent nombre d'habitudes et de préjugés de classe.

## La vision des Grossmith
Les frères Grossmith, selon Flint, s'avèrent plus subtils que bien des écrivains les ayant précédés ou suivis, qu'ils aiment ou non le monde de la banlieue.

### Une satire non punitive
En effet, tout en brocardant beaucoup — Pooter n'est en effet personne, un homme ordinaire menant une vie d'ennui et d'une banalité phénoménale —, leur satire n'est pas punitive, ne tenant pas de la Schadenfreude, mais de l'auto-dérision telle qu'elle persiste dans l'humour petit bourgeois des sitcoms du XXIe siècle, où le téléspectateur est invité à s'identifier aux personnages plus qu'à rire de leurs faiblesses ; de plus, ils savent en révéler par petites touches la vulnérabilité : les travers de Charles sont évidents, telle son impossibilité d'admettre après une soirée arrosée qu'il a une gueule de bois, ou sa dépendance maniaque à respecter l'étiquette.

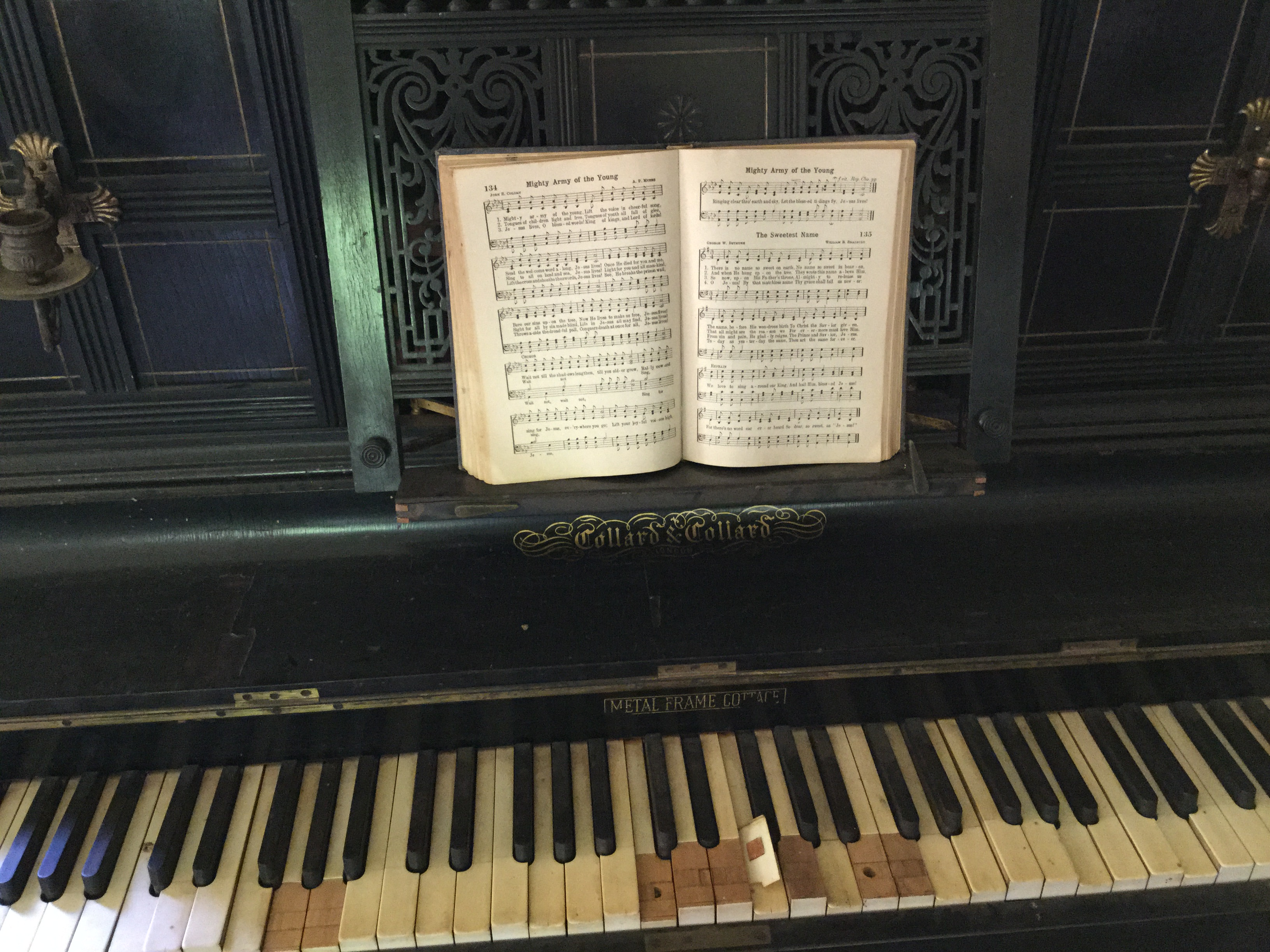
Piano d'époque dit Cottage des frères Collard.

Pour autant, c'est un brave homme (a decent fellow) et, selon le Daily Telegraph, « un archétype de moralité » (a moral archetype). Lui aussi doit compter avec les difficultés de la vie ordinaire : bien qu'il ne s'en plaigne pas, son salaire reste limité et pour vivre avec style, il lui faut jongler. Ainsi, le piano droit Collard & Collard (cottage piano) est réglé selon le nouveau système du paiement échelonné sur trois ans, et bien des réparations sont en attente aux Lauriers, murs craquelés, peintures écaillées, le décrottoir où tout le monde se prend les pieds, les sonnettes qui ne marchent pas.
En cet homme, l'exubérance côtoie la retenue, et en famille, il se conduit en époux modèle, encore que parfois choqué des menus écarts de sa « chère Carrie », et malgré les frasques de Lupin, en excellent père, tâche d'autant plus malaisée que ce dernier est encore mineur et tout sauf docile. En somme, les limites de sa vision le rendent attachant malgré lui, car elles en font une victime, et les lecteurs du Journal, qui savent qu'il n'est pas des leurs, ne se sentent par forcément supérieurs à lui, ce qui explique, selon Flint, la popularité dont jouit le livre.

### Du Lupin chez le père

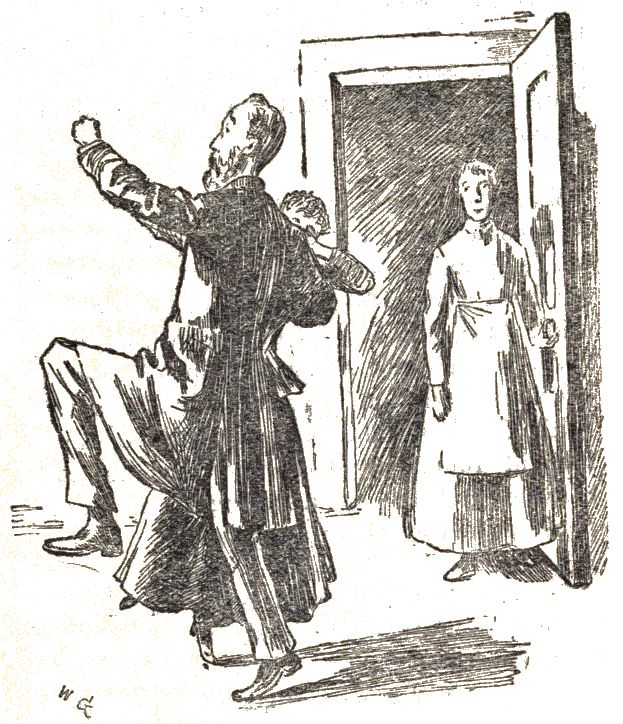
La polka dans la cuisine, sous les yeux ébahis de Sarah.

Certains aspects du personnage de Pooter laissent percer le fils dans le père. Certes, Mr Pooter s'habille correctement, reste courtois et même humble, ne fréquente pas les divas de quartier, est chaque matin au travail chez Perkupps. Pourtant, de temps à autre, le Journal détonne par des sautes dans l'extravagance qui dépassent les frontières normalement assignées. Ainsi, dans l'excitation générée par l'invitation du Lord Mayor, Pooter s'y prend à deux fois, d'abord sérieux, évoquant la fierté ressentie lorsqu'il menait sa fiancée à l'autel, puis une fierté plus intense encore à la pensée d'être reçu à Mansion House. C'est alors que Carrie parle de danser : « Je ne saurais dire ce qui m'incita à le faire, mais je la saisis par ta taille, et nous eûmes la sottise d'exécuter une sorte de polka sauvage ». Dans son illustration, Weedon rend l'excès soudain de Mr Pooter avec une spontanéité heureuse qui, un bref instant, métamorphose le plus sérieux des hommes en un être libre et sans tabou, se défroquant de la sacro-sainte respectabilité et de ses convenances.
Autre exemple lié à l'humour — ou le non-humour — de Pooter : Cummings, au détour d'une conversation, dit soudain : « Il y a une odeur de pourriture, définitivement » (I distinctly smell dry rot), à quoi Pooter rétorque : « Y a pas mal de pourriture dans ce vous dites vous-même » (You're talking a lot of dry rot yourself) et les Pooter de se plier de rire. Le jeu de mots porte sur l'expression dry rot, en effet « moisissure sèche » due à un champignon du bois ou « pourriture » par exemple d'une pomme de terre, et aussi « bêtises, « baliverne ». Irwin écrit que la véritable plaisanterie se trouve dans la réaction de Pooter à son bon mot : « Jamais je n'ai été aussi amusé par quelque chose que j'avais dit. Deux fois, je me suis réveillé la nuit et deux fois j'ai été pris d'un fou rire à en faire sauter le lit ». Ici, Pooter semble avoir délaissé sa sobriété de tempérament et lâché un démon sympathique capable de convulser de rire le commis en chef de Perkupps. Grossmith montre ainsi que même les gens les moins remarquables et d'autant plus raidis dans leur carcan de préjugés restent sujets à d'inattendues excentricités entraînant la sympathie lucide du lecteur. Il y a là une réaction en chaine : lui rit du rire de Pooter, qui rit jusqu'au petit matin de sa petite plaisanterie.

## Forme
Si le Journal d'un homme sans importance relève de facto du pseudo-journal, il se présente également comme un « faux-journal » (mock diary) où à la fois l'auteur et le journal se trouvent traités ironiquement.

### Le faux journal et l'humour indulgent
La fin de l'Époque victorienne voit se multiplier nombre de publications aussi pompeuses que sans intérêt et cette vogue attire les satiristes, en particulier ceux de Punch. Un faux-journal est par essence comique, mais d'un degré de comédie contrôlé selon les rapports établis entre le prétendu auteur, le prétendu narrateur — ici, Pooter en personne —, le lecteur implicite et le vrai lecteur.

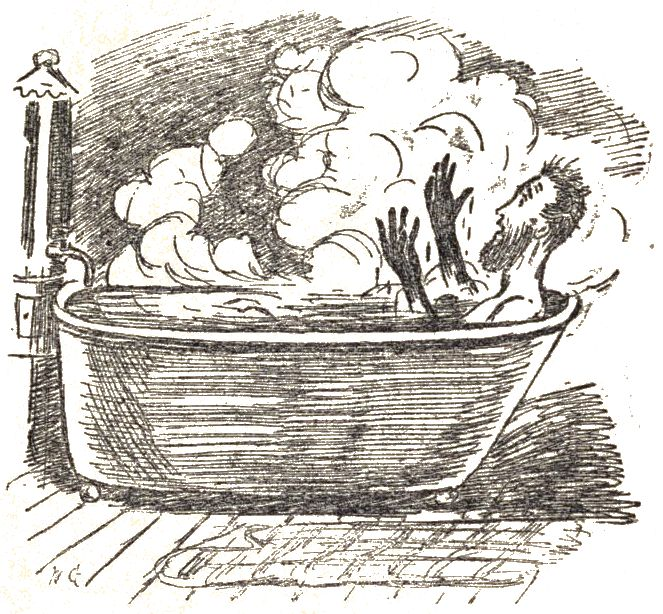
Les mains « ensanglantées » de.

Tout au long du livre, l'humour n'est pas tellement dans les faits eux-mêmes que dans la façon dont ils sont racontés, forcément avec retard. Par exemple, lorsqu'au chapitre III, Pooter peint la baignoire en rouge, il n'attend que deux jours pour prendre un bain et, sans se rendre compte que l'eau chaude s'est teintée, il voit soudain que ses mains sont « ensanglantées ». Or, explique Morton, même s'il n'y a rien de drôle à contempler un homme terrifié à l'idée qu'il est victime d'une hémorragie fatale, la scène est irrésistiblement comique par les commentaires ajoutés, séries de clichés appartenant au seul registre de langue auquel le pauvre homme a accès (« Imaginez mon horreur », « ne me suis jamais senti si malheureux »).
Ce Journal est convaincant selon Irwin, notamment grâce à la discrète vertu des bonnes manières auctoriales. Le protagoniste, par bien des côtés, est un personnage pointilleux, parfois hautain et toujours pompeux, sujet à des mortifications scrupuleusement recensées. En refusant d'entraîner le lecteur dans une condescendance de bon aloi au détriment d'un pauvre commis, Grossmith s'écarte des sentiers battus et du vieux snobisme de classe traditionnel, tel qu'il transparaît naturellement chez Fanny Burney et Jane Austen, etc., et que reprennent, cette fois délibérément, des écrivains comme Evelyn Waugh et al, à l'affût de la moindre gaffe — et le quotidien de Mr Pooter n'en manque pas —, afin de susciter le rire et même le ricanement. Grossmith ne fait pas de l'esprit, au sens sarcastique du terme (wit), impliquant une relation de supériorité vis-à-vis de la victime, mais de l'humour qui reste indulgent et situe sa cible sur un pied d'égalité.

### Le personnage en action
La méthode des frères Grossmith ne consiste pas à se moquer de l'extérieur — le journal est, à part un paragraphe, censé être entièrement de la main de Pooter —, mais de montrer le personnage en action, sans doute avec un léger effet grossissant. Presque tout l'humour repose sur de naïves remarques de la part de Charles, de petites catastrophes auto-induites ou la muflerie de certains.
Ainsi, la tenue du journal est sujette à une plaisante moquerie : Pooter déclare lors d'un petit déjeuner en famille qu'il a bon espoir, au cas où un malheur lui arriverait, que ce serait pour les siens une source de plaisirs infinis, sans parler des droits d'auteur qu'ils en tireraient s'il venait à être publié ; assez réservé cependant sur l'accueil éventuel du public, il compare son entreprise au Journal de John Evelyn ou à celui de Samuel Pepys, et ajoute que c'est le journal et lui seul qui fait l'homme. Carrie, conciliante, répond que son mari est un authentique philosophe, mais Lupin, caustique, lance que « s'il avait écrit sur des feuilles plus grandes, ils auraient pu le céder à un crémier pour un bon prix ».
De même, lorsque Pooter écrit : « Je quittai la pièce sans un mot avec dignité, mais me pris le pied dans le paillasson », nul effet n'est recherché et le texte se suffit à lui-même, le faux-pas écornant de soi la sacro-sainte dignité.
Enfin, quand le quincailler obèse s'invite dans l'étroit fiacre pour rentrer chez lui, n'offre même pas de partager les frais, écrase les Pooter qui n'en peuvent mais contre la paroi, déchire la jupe de Carrie en s'installant et piétine sans s'en apercevoir son éventail qu'une amie lui a prêté, Pooter enrage mais reste d'autant impuissant que les plumes appartiennent à une espèce désormais éteinte.
Ainsi, le lecteur s'identifie facilement au personnage, tant il est susceptible de se trouver dans semblables situations et reste désarmé devant l'ingénuité du récit. Comme l'écrit Irwin, « En ce sens nous sommes tous des Pooter. Nous ne faisons pas forcément ses erreurs, mais nous avons les nôtres ». C'est pourquoi, paradoxalement, Pooter et par extension, les habitants de la proche banlieue, suscitent peu à peu une sorte d'« admiration » : « les douceurs du foyer », Home, sweet home, etc., que Charles aime à répéter, tous ces clichés éculés mais ancrés dans la conscience collective, répondent à une émotion sincère et reflètent une réalité de vie authentique.

### Une banalité intrigante
Lors du déjeuner organisé par Franching où le journaliste américain Hardfur Huttle tient le haut du pavé, une petite plaisanterie concerne le « juste milieu » (happy medium) et Huttle se prend soudain de passion, « le juste milieu, s'exclame-t-il, c'est la plus abjecte médiocrité, […] c'est la respectabilité et il n'y a rien de plus insipide que la respectabilité », de quoi troubler Mr Pooter qui se regarde dans la glace du chiffonnier, d'autant que Huttle ajoute que le juste-milieu est l'apanage « d'un petit homme de rien, avec une barbichette de rien, une petite tête de rien et un nœud-papillon à pressions ». Sagement, la nuit portant conseil, Pooter tire au petit matin la leçon de cet étrange discours : « Je pense qu'on n'est jamais si heureux que lorsqu'on a une vie simple et ordinaire. Je pense que je suis heureux parce que je ne suis pas ambitieux ».
Telle est la profession de foi de Mr Pooter qui rêve d'une vie de famille à trois, Carrie à la maison, Lupin et lui chez Perkupps. De fait, Grossmith place son personnage au bord de la nullité tout en le préservant d'y basculer : le plus banal événement, un jeu de dominos avec Cummings par exemple, ou se brûler la langue avec de la sauce Worscester trop secouée par la « stupide » Sarah, mérite d'être enregistré, mais sans détail. Banalité, inconséquence, pour rendre ce vide piquant, Grossmith joue sur le rythme de ses phrases, un seul mot suffisant à déséquilibrer l'ensemble. Ainsi, « Mr Chic parut satisfait et fit un long et très intéressant exposé sur l'extraordinaire difficulté de fabriquer des chapeaux bon marché ». Ici, long et extraordinaire renvoient aux deux interlocuteurs, Chic un fâcheux raseur, et Pooter un parangon de bonne volonté, encore que « mais » (but) puisse laisser transpirer une pointe d'agacement.

### Le coup de pouce des illustrations

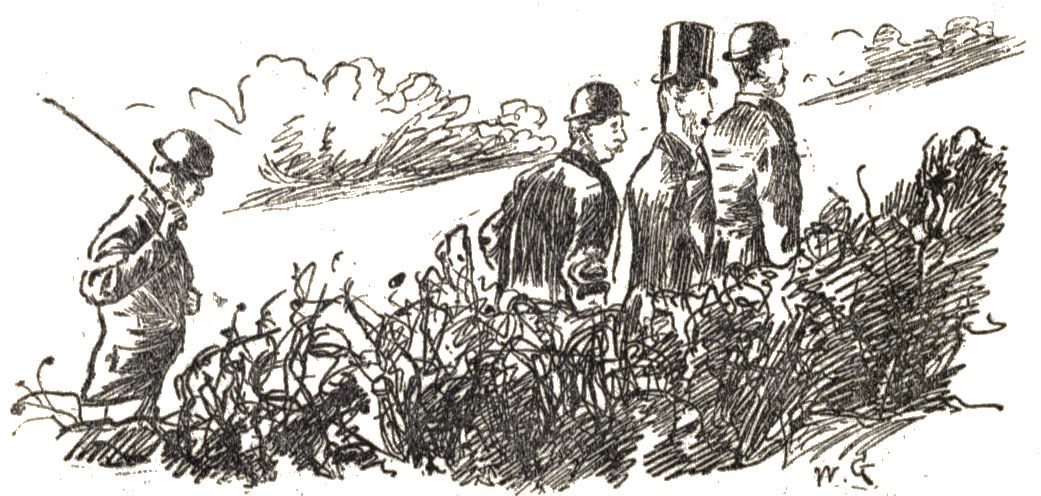
Stillbrook coupe l'herbe en promenade (Potter porte le haut-de-forme, les autres le chapeau-melon).

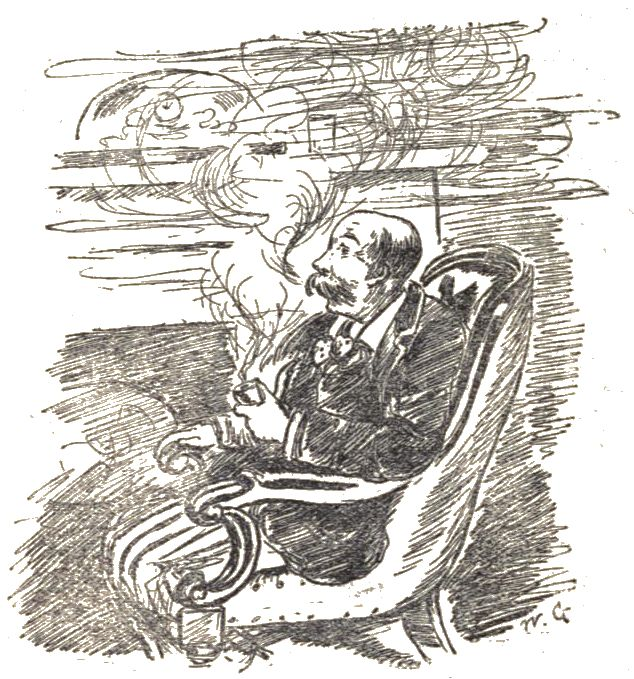
, « comme si de droit ».

Les illustrations de Weedon Grossmith contribuent à la subtilité de l'ensemble, prose et dessins s'avérant interdépendants. L'encre de chine amplifie en de petits camées la définition textuelle : ainsi de la moustache et de la pipe de Padge, de l'habitude qu'a Stillbrook de couper l'herbe avec sa badine. Selon Irwin, la version non illustrée publiée par Punch paraît plus mince (slighter) que l'édition en volume. Weedon ajoute des nuances par ses croquis : dans le texte, Pooter reste quasi invisible, mais le dessin le dote d'une petite tête, d'un menton en retrait, d'une inoffensive barbiche. Le trait est discret, mais devient plus appuyé lorsque entrent en scène les amis ou les connaissances, Cummings par exemple, qui bénéficie d'un portrait caractérisé, vêtements de dandy, moustache coupée au millimètre, cheveux rabattus vers l'avant, soupçon de boursouflure, qu'explique le verre de vin souvent ajouté.

### La pertinence des noms
Les personnages principaux sont dotés de noms étiquette (ou génériques), plus ou moins directs.

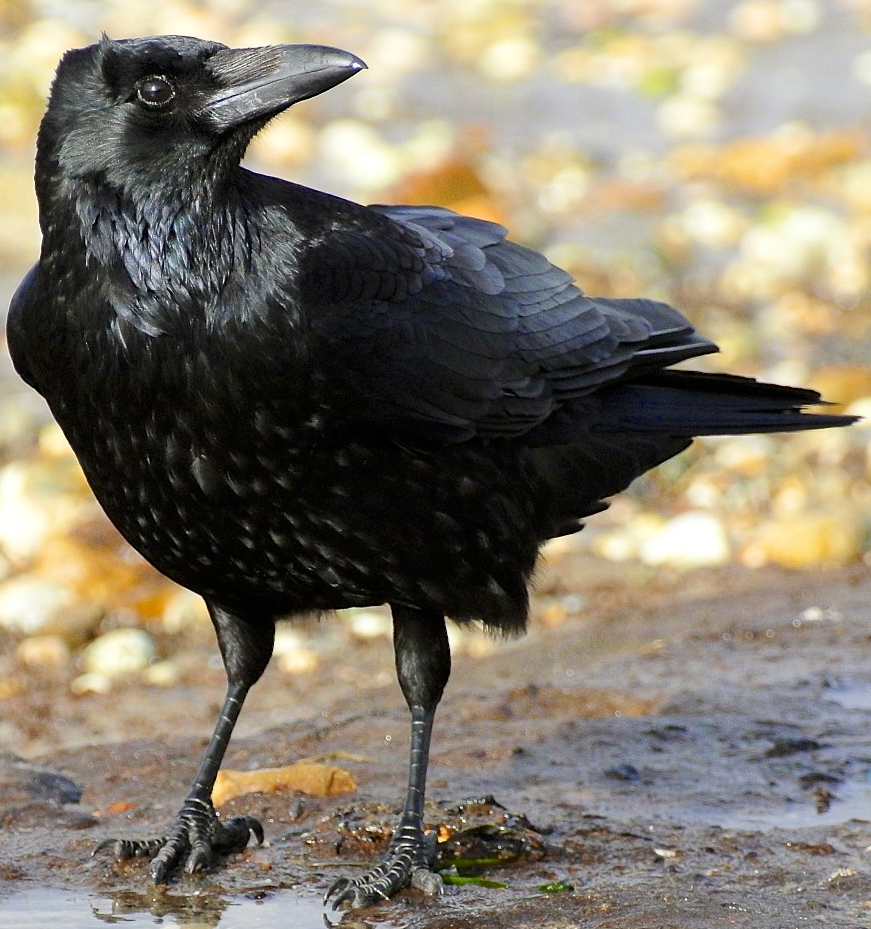
Corneille noire.

D'aucuns sont caricaturaux par l'immédiateté de leur description, tels Gowing et Cummings qui sortent (go) et qui rentrent (come) d'une porte à l'autre à la Buster Keaton ; ou l'antonyme Cleanands ('kli:nædz) (Mainspropres), à un « h » près, le gérant véreux qui s'évanouit avec la caisse lors du krach boursier ; ou encore Crowbillion ('krəʊ'biliən) qui combine la voracité de la corneille (crow) et le milliard (billion) du compte en banque.
Mr Posh est encore plus explicite, connotant le statut social élevé, la richesse et la distinction, ici généreuse, se manifestant contre toute attente, du moins pour les Pooter qui voient d'abord en lui un ennemi potentiel, alors qu'il dote sa sœur Lillie, qui épouse Lupin, et Daisy, qu'il épouse lui-même, d'une petite fortune chacune.
De Posh à Pooter, il n'y a qu'un pas, le passage d'une voyelle brève à une voyelle longue, proche de la diphtongue, mais il est reste infranchissable. Pooter ('pʰuːtə) en effet, affiche une fermeté de façade par sa consonne pʰ aspirée et allophone, mais ce masque se voit aussitôt miné par la voyelle médiane « uː », molle et sans caractère, impression qu'accentue encore la seconde syllabe, réduite à une brève explosion, « tə» suivie d'un silence, le « ə» étant neutre et le « r » ne se prononçant pas.

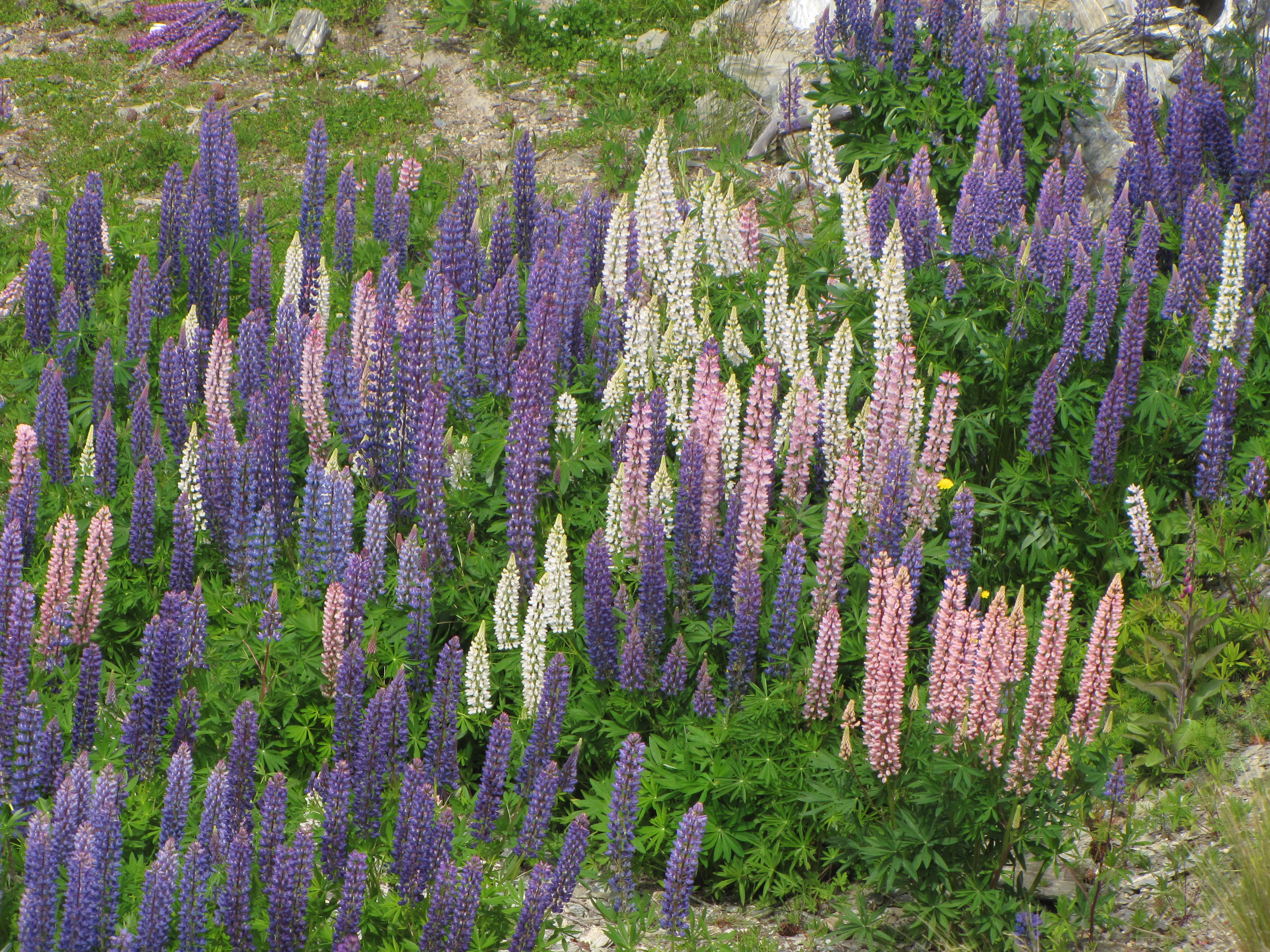
Lupins sauvages.

Willie Lupin porte deux prénoms complémentaires. Certes, Willie est l'un des diminutifs de William, mais aussi en argot l'un des nombreux mots (willy (ˈwɪli), pluriel willies), signifiant « pénis » ; quant à Lupin (ˈluːpɪn), la plante du même nom est connue tant par la vigueur de ses tiges que par la puissante expulsion de ses graines.
Pour un francophone, le nom Perkupp ('pɜːkʌp) peut renvoyer à une consonance étrangère, peut-être allemande en raison de son « k » et aussi de son double « p ». Pourtant, il est composé de deux syllabes bien anglaises : perk et up, l'ensemble signifiant ragaillardir, revigorer. De fait, ce financier ne correspond pas à l'image habituelle du magnat de la Cité. Bienveillant, il ne fait montre d'autorité qu'une seule fois et, comme son nom le laisse entendre, il intervient en sauveur, l'ultime remise des droits de propriété des Lauriers relevant in fine non d'un paternalisme suspect, mais d'une générosité reconnaissante, puisque Pooter n'est pas un ami et reste un employé zélé et même naturellement obséquieux.
Mr. Hardfur Huttle ('ha:dfɝ 'hʌtl), journaliste américain intellectuel, participe au dîner donné par Franching où Carrie et Charles sont conviés en hâte pour remplacer deux absents. Son prénom se compose de deux entités, hard (« dur ») et fur (« fourrure »), qui ne vont pas ensemble. Cet homme au gant de velours a une main de fer, et il le prouve dans sa conversation, si brillante que les dames dérogent à la tradition exigeant qu'elles se retirent — pour poudrer leur nez — pendant que les messieurs boivent du porto ou du madère, la carafe circulant autour de la table dans le sens contraire à celui des aiguilles d'une montre, et fument des cigares en se racontant des histoires salaces, mais d'une cruauté inouïe, puisqu'il fait brutalement table rase des vieilles traditions et dénonce la philosophie de la médiocrité, ce qui trouble profondément Pooter. Cependant, c'est lui qui, le 4 juillet, tel un deus ex machina, apporte la bonne nouvelle qui sauve Perkupps de la faillite.

## Influence littéraire et culturelle
Peter Bailey retrace l'itinéraire de l'intérêt que la littérature porte à la petite classe moyenne ; dans son essai White Collars, Gray Lives (Cols blancs, vie en grisaille) daté de 1999, il le fait remonter à ce qu'il appelle « l'irruption dérangeante d'une nouvelle race de médiocres boutiquiers et employés de bureau » qui, dans le dernier quart du XIXe siècle, se révèle aux écrivains victoriens.

### Forage dans la classe moyenne inférieure
Le Journal des frères Grosssmith est typique de la satire de l'époque : un forage dans la vie d'une famille de la classe moyenne inférieure — ici, celle des Pooter — conduisant à mettre en évidence ses prétentions et de ses petits soucis, minables à force d'être banals. D'après Tony Joseph, il y a là « une analyse pénétrante de l'insécurité sociale » (a sharp analysis of social insecurity). Si de nombreux auteurs viennent eux-mêmes d'un milieu humble, ils s'empressent souvent à donner le change en déguisant leur origine par le mépris, l'attaque s'avérant le meilleur camouflage et, selon Bailey, se révélant comme le nouveau sport national parmi les intellectuels.

### Pootérisme sans absurdité
Cependant, les vingt-cinq années suivant la publication du Journal tendent à mêler moquerie et sympathie à son égard et même à en approuver l'esprit. Chez Gissing, H. G. Wells, Arnold Bennett et E. M. Forster, des personnages émergent qui, malgré leur évident « pootérisme », échappent à l'absurdité. Bennett et Wells brocardent des Denry Machin, Mr Polly ou Mr Lewisham et, dans le même temps, célèbrent leur courage, l'énergie et la détermination qu'ils mettent à rechercher l'amélioration de leur sort. Là, écrit Bailey, « le mépris se mue en admiration et invite à une auto-identification nationale : le « Petit Homme »… se transposant en « Monsieur tout le monde », modèle de résilience et de bonne humeur en temps de crise ».
Ainsi, selon Morton, grâce au livre des frères Grossmith, le XXe siècle reconnaît le journal fictif à sa juste valeur en tant que mode d'expression comique, « l'original ayant dispersé de nombreuses graines en terrain fertile ». Exemple précoce, le roman d'Anita Loos de 1925, Les hommes préfèrent les blondes, journal fort instructif d'une dame de profession (Gentlemen Prefer Blondes: The Illuminating Diary of a Professional Lady), dans lequel le protagoniste, Lorelei Lee, rend compte de sa coquette aventure en une prose « suivant les tics du parler familier ».

### Percée du journal intime en pastiche
À la fin du siècle, le journal intime fait une authentique percée dans la littérature. En 1978-1981, Christopher Matthew publie trois volumes enregistrant au fil des jours la vie quotidienne de Simon Crisp, célibataire. Le titre du premier volume, Le Journal intime de Quelqu'un (The Diary of a Somebody) se réfère directement à l'original des Grossmith, et Benny Greene, le saxophoniste, en montre dans The Spectator les points de convergence, tant en ce qui concerne les événements que les personnages. Greene ajoute que si Matthieu a fait un pastiche amusant, il est loin d'avoir égalé les frères Grossmith qui ont su être à la fois touchants et comiques.
En 1982, paraît The Secret Diary of Adrian Mole, Aged 13¾ (Le journal secret d'Adrian Mole âgé de 13 ans ¾) de Sue Townsend, pionnier d'une longue série concernant un jeune adolescent, Adrian Albert Mole, qui se prend pour un intellectuel et dont les ambitions premières sont d'épouser sa petite amie, publier de la poésie et gagner suffisamment pour garantir sa sécurité financière, tous objectifs qu'il échoue lamentablement de réaliser. En effet, les volumes qui suivent le montrent franchissant péniblement le cap de la jeune maturité, puis de l'âge d'homme, en se « pootérisant » de la plus belle façon.

### Dérivés duJournalvoués à l'actualité
De nombreux dérivés du Journal écrit par les frères Grossmith permettent aux humoristes satiriques de commenter l'actualité, qu'elle soit sociétale ou politique. Ainsi, le Journal de Mrs Pooter (Mrs Pooter's Diary) de Keith Waterhouse, qui donne la plume à la Carrie Pooter originale, renverse la situation initiale du couple. En 1996, Helen Fielding se sert de la formule pour créer le Journal de Bridget Jones (Bridget Jones's Diary) qui enregistre la routine quotidienne d'une célibataire. Le critique littéraire du New York Times écrit que ce journal réussit à « capter avec netteté la façon dont les femmes modernes hésitent entre leur nouvelle indépendance et leur pathétique désir de gamine d'être tout pour tous les hommes ». Ce journal se fait d'abord connaître par une colonne hebdomadaire de l'Independent, puis est publié en un volume qui se vend à 15 millions d'exemplaires dans quarante pays.
Dans les années 1990, Private Eye brocarde John Major, premier ministre de 1990 à 1997, dans Le journal secret de John Major, âgé de 47 ans 3⁄4, hybride des journaux d'Adrian Mole, le protagoniste de Sue Townsend, et du Journal d'un homme sans importance. Cette publication se gausse en particulier des origines modestes de John Major, issu de la classe moyenne inférieure, fils d'artistes de cirque et frère d'un fabricant de nains de jardin, tout comme il en a été de Harold Wilson, à la tête du gouvernement britannique de 1964 à 1970 et 1974 à 1976, et qui a exigé qu'une adaptation scénique soit censurée.
Jon Wilde, rédacteur au Guardian, fait remarquer que nombre de comédies télévisuelles des XXe et XXIe siècles, telles Captain Mainwaring, Victor Meldrew, sans compter les sitcoms (Peep Shows) avec Mark Corrigan, présentent des personnages entretenant une vision partiale d'eux-mêmes, à l'opposé de celle qu'en a le monde extérieur. Le « Pootérisme », selon Hammerton, est une allégorie de prétention, de solennité pompeuse, d'inflation de l'Ego typique de la classe moyenne inférieure, comme faite pour susciter la moquerie des élites. Pour autant, à partir du milieu du XXe siècle, les changements dans le comportement masculin de cette même classe, telle la participation aux tâches domestiques, rendent le sarcasme invalide. Les frères Grossmith, ajoute-t-il, « auraient sûrement apprécié de constater que les mœurs de la classe moyenne inférieure, qu'ils avaient si férocement brocardés, sont devenus un modèle de la vie de famille », et Bailey rappelle que John Betjeman présentent les Pooter non pas comme des objets de ridicule, mais d'envie, tant ils paraissent en sécurité et douillets dans leur retraite de banlieue à Holloway,.

Dernier clin d'œil : en 2017 paraît un journal intitulé The Diary of Nobody's Son: A Reply to My Father's 'Diary of a Nobody' d'un certain Lupin Pooter. L'auteur — ou présumé tel — explique sa démarche : 
« I wish Pa hadn't called his book The Diary of a Nobody. There's a selfish reason; it makes me out to be nobody's son, in fact, nobody's only son; which makes me sound like I am less than nothing. But there's also an unselfish reason. Pa had his moments when he was nothing like a nobody or, to be positive, something like a somebody. This book is partly Pa's and partly mine as I comment on his diary and especially on what it says about me. Its a dialogue between him and me, a dialogue we never had in real life because it would have been too difficult. »
« [Traduction libre] Quel dommage que Père ait intitulé son livre Journal d'un homme sans importance. Il y a une raison égoïste à écrire cela : je serais donc le fils d'une personne de rien, le fils unique d'une personne de rien, c'est-à-dire que je serais moins que rien. Mais il n'est pas égoïste d'ajouter que Père avait ses moments où vraiment il était tout sauf une personne de rien, ou, pour être plus positif, qu'il était quelque chose comme quelqu'un. Le livre est en partie le sien et en partie le mien, puisque je commente son journal et plus particulièrement ce qu'il y dit de moi. C'est un dialogue entre lui et moi, dialogue que nous avons jamais eu en réalité, cela aurait été trop difficile. »
Ce journal reprend tous les points de friction que Lupin a pu avoir avec son père : sa conception de l'argent, sa vie sentimentale, son opinion de Perkupp, idolâtré par Pooter et peu apprécié par son fils. Le nom du véritable auteur qui se cache derrière Lupin reste inconnu.

## Adaptations

### Au théâtre

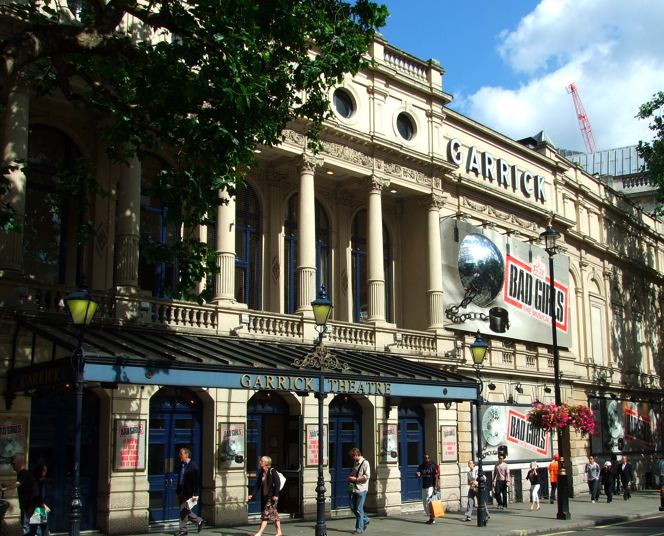
Théâtre Garrick à Londres.
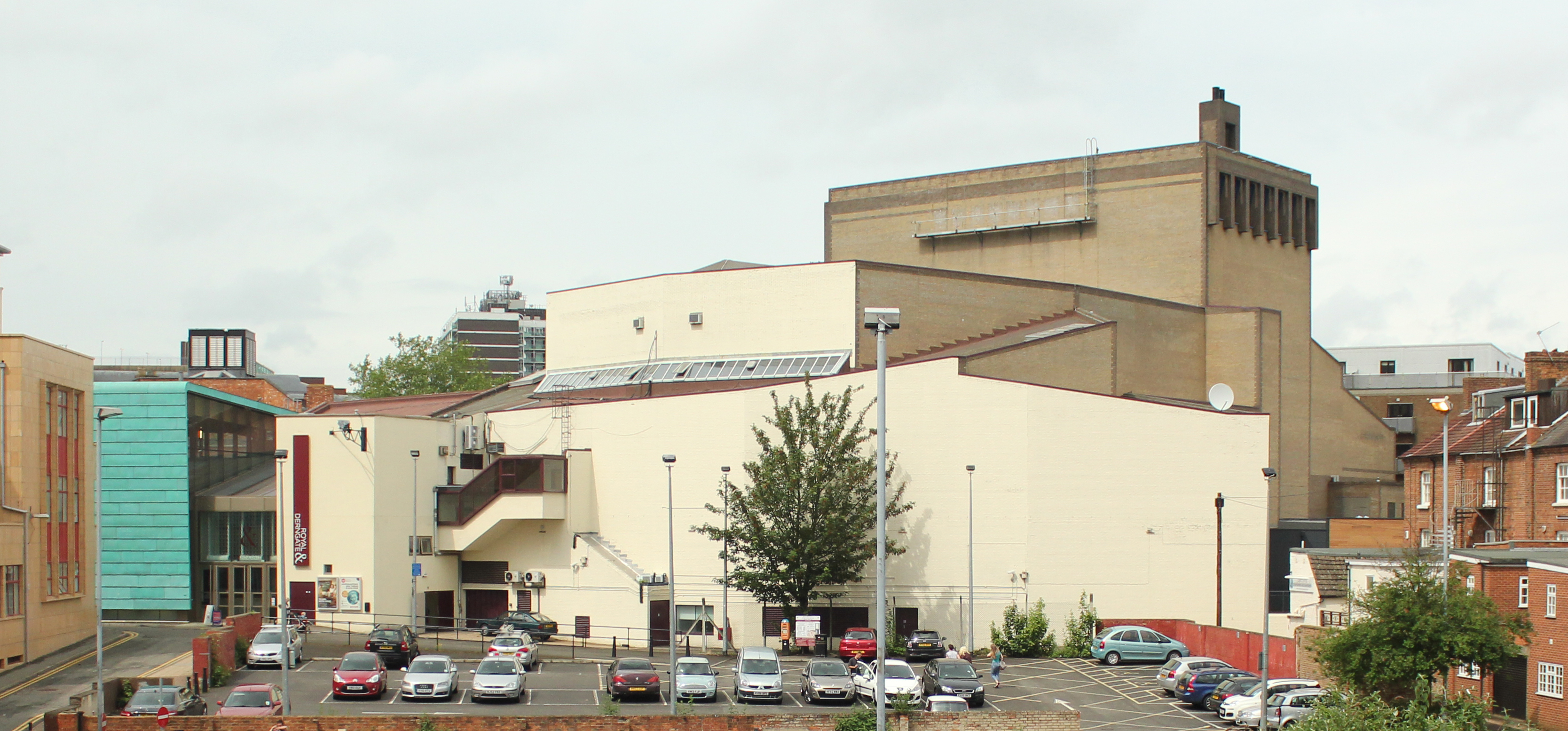
Complexe du Théâtre Royal et Derngate à Northampton.
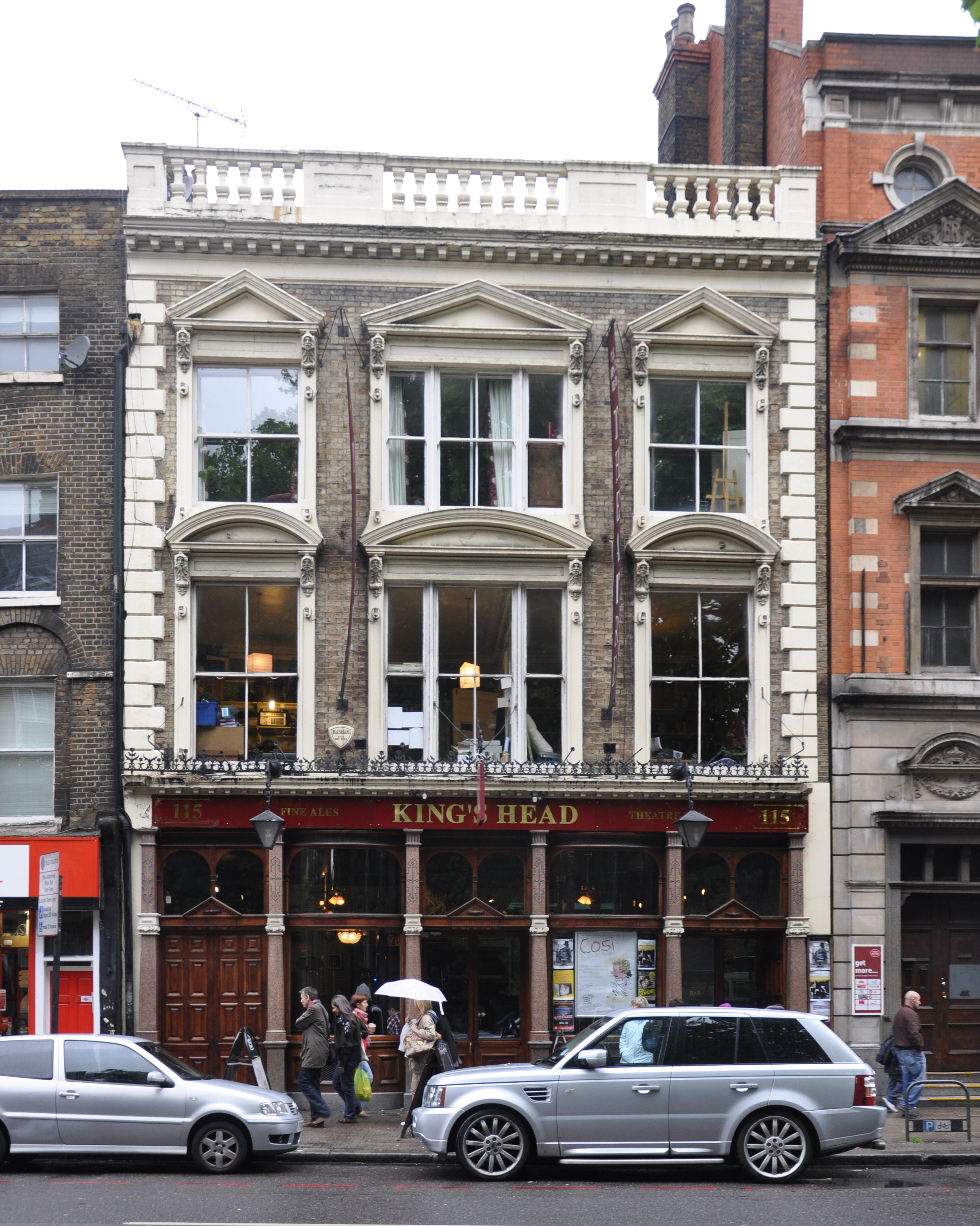
Théâtre King's Head (Pub 2011 1) à Islington.

En septembre 1954, Basil Dean et Richard Blake, présentent au Théâtre des arts de Londres une version scénique du Journal avec George Benson et Dulcie Gray dans le rôle des époux Pooter et Leslie Phillips en Lupin. Le Spectator critique l'angélisme de la réalisation : il faut attendre, écrit le rédacteur, l'arrivée de Mr Perkupp pour « entendre le cliquetis du métal ».
En 1986, Waterhouse reprend un de ses textes intitulé Mrs Pooter et l'adapte pour le Théâtre Garrick, avec Judi Dench et Michael Williams. Cette version connaît une seconde vie en 1993 au théâtre de Greenwich dans une production de Matthew Francis avec Clive Swift et Patricia Routledge dans les rôles de Charles et Carrie. Dans The Independent, Paul Taylor regrette qu'il s'agisse là d'une pièce à deux personnages, les autres, Lupin inclus, ne pouvant qu'être imaginés, à moins que les Pooter eux-mêmes ne les imitent.
En mars 2011, une version encore moins orthodoxe est donnée au Théâtre Royal et Derngate de Northampton : adaptée par Hugh Osborne avec des personnages tous masculins conduits par Robert Daws, elle présuppose que Pooter a fait en sorte que son journal ne puisse être interprété que par des acteurs amateurs. Quentin Letts du Daily Mail en rend compte très favorablement, mais Lyn Garner du Guardian trouve qu'en dépit de son charme, « la mise en scène ressemble à Pooter en ce qu'elle n'a pas vraiment de quoi être si satisfaite d'elle-même ».
2014 voit le Journal présenté à Kennington par la compagnie Rough Haired Pointer au Théâtre de l'Ours blanc (White Bear Theatre),. D'abord prévu pour six acteurs, Shelley Lang, Porter Flynn, Geordie Wright, Alexander Pritchett, Jake Curran, Jordan Mallory-Skinner, l'absence inopinée de l'actrice le soir de la première oblige à confier les trente-cinq rôles à des acteurs uniquement masculins. Le critique du Time Out écrit que « tout en captant les subtiles sous-entendus de l'original, la frivolité de son esprit et le poids de son ironie, cela relève d'une sottise consommée ».
Les comptes rendus s'avérant presque tous favorables, la pièce est transférée au King's Head d'Islington, non sans avoir été remodelée pour une troupe uniquement masculine devant interpréter quarante-cinq rôles, nouveauté cette fois délibérée qu'encensent les spécialistes du théâtre expérimental. Cependant, lors de la deuxième reprise, Lyn Gardener du Guardian, tout en approuvant le choix du décor, à ses yeux conforme aux illustrations de Weedon Grossmith, déplore que le parti-pris d'un comique à tout prix conduise à la caricature plutôt qu'à la caractérisation, surtout que la tendresse et même l'affection que l'original laisse transparaître envers Charles Pooter se trouvent ici totalement occultées.

### À l'écran et sur les ondes
Le Journal connaît sa première adaptation à l'écran dans un film télévisuel muet de quarante minutes, réalisé par Ken Russell pour la BBC en 1954 dans le style des productions de Buster Keaton et Charlie Chaplin, avec le texte en voix off. Deux nouvelles versions pour la BBC voient le jour en 1979 et 2007. La première est due à Basil Boothroyd. La seconde, qui comprend quatre parties sur un scénario de Andrew Davies réalisé par Susanna White, est diffusée sur BBC Four dans le cadre de sa saison édwardienne.
BBC Radio 4 diffuse trois adaptations radiophoniques du Journal, d'abord celle de septembre 2004 avec Stephen Tompkinson et Annette Badland dans les rôles de Pooter et Carrie dans une réalisation de Kelvin Segger, puis, en juillet 2012, celle de Andrew Lynch avec Johnny Vegas et Katherine Parkinson, enfin, sous l'égide de BBC Radio 4 Extra, la version audio de Keith Waterhouse dont Judi Dench et Michael Williams assurent les rôles-titres.

#### Texte
- (en) George Grossmith (Introduction et notes), Weedon Grossmith et Kate Flint, The Diary of a Nobody, Oxford, Oxford University Press, 1998, 143 p., 21cm (ISBN 0-19-283327-8).
- (en) George Grossmith (Introduction et notes), Weedon Grossmith et Ed Glinert, The Diary of a Nobody, Harmondsworth, Penguin Classics, 1999, 217 p., 21cm (ISBN 978-0-140-43732-4).
- (en) George Grossmith (Introduction et notes), Weedon Grossmith et Mickael Irwin, The Diary of a Nobody, Londres, Wordsworth Editions, 2006, 176 p., 21cm (ISBN 978-1-85326-201-2).
- (en) George Grossmith, Weedon Grossmith et Peter Morton (Introduction et notes), The Diary of a Nobody, Peterborough, Ont., Broadview Press, coll. « Broadview editions », 2009, 260 p., 21cm (ISBN 978-1551117041). .

#### Traductions en français
- Georges Grossmith, Weedon Grossmith et Bernard Delvaille (traduction), Journal de personne, Paris, Salvy, 1998, 297 p., 21cm (ISBN 2-905899-87-5)
- Georges Grossmith, Weedon Grossmith et Gérard Joulié (traduction), Journal d'un homme sans importance, Lausanne, L'Age d'Homme, coll. « Au coeur du monde », 2007 (1re éd. 2004), 211 p., 22,5 (ISBN 2-8251-0380-2). Réédition, Paris, Éditions Noir sur Blanc, coll. « Bibliothèque de Dimitri », 2019

#### Autre texte par George Grossmith
- (en) George Grossmith, A Society Clown, CreateSpace Independent Publishing Platform, 2015, 116 p., 24.4 cm (ISBN 978-1519302649).

#### Ouvrages ou articles généraux
- (en) Thorstein Veblen, The Theory of the Leisure Class: An Economic Study in the Evolution of Institutions [« Théorie de la classe supérieure: étude économique de l'évolution des institutions »], Londres, Macmillan, 1899.
- (en) T. W. H. Crosland, The Suburbans [« Les habitants de la banlieue »], Londres, John Lane, 1905 (ASIN B000OR2H7).
- (en) Henry Fowler, Frank Fowler et Matthew Parris (Introduction), The King's English [« L'anglais correct »], Oxford, Oxford University Press, coll. « Oxford Language Classics Series », 1906 (ISBN 0-19-860507-2).
- (en) C. F. G. Masterman, The Condition of England (1909) [« Situation de l'Angleterre (1909) »], Londres, Methuen & Company, 1909, xi, 309.
- (en) Anthony Hartley, « Theatre: The Diary of a Nobody », The Spectator, Londres,‎ 9 septembre 1954 (lire en ligne, consulté le 9 avril 2018). .
- (en) John Betjeman, John Betjeman's Collected Poems [« Œuvres poétiques complètes de… »], Londres, John Murray, 1962 (OCLC 557353495).
- (en) C. Rollins et R. J. Witts, The D'Oyly Carte Opera Company in Gilbert and Sullivan Operas: A Record of Productions, 1875–1961 [« La compagnie D'Oyly Carte Opera dans les opéras de Gilbert et Sullivan, liste des productions »], Londres, Michael Joseph, 1962, p. 10-11.
- (en) Alex Owen, The Darkened Room, Women, Power and Spiritualism in late Victorian England [« La chambre obscure, les femmes, le pouvoir et le spiritualisme dans l'Angleterre de la fin de l'époque victorienne »], Londres, Virago Press, 1989.
- (en) F. A. Steele, G. Gardiner et A. Johnston, The Complete Indian Housekeeper and Cook [« Guide de la parfaite gouvernante et cuisinière indienne »], Édimbourg, Virago Press, 1989.
- (en) David Gilbert (David Gilbert, éditeur scientifique) et Rebecca Preston (David Matless, éditeur scientifique), « Stop being so English: Suburban Modernity and National Identity in the Twentieth Century » [« Arrêtez d'être si anglais : modernité de la banlieue et identité nationale au XXe siècle »], Geographies of British Modernity: Space and Society in the Twentieth Century, Oxford, Blackwells,‎ 2008 (ISBN 0-631-23500-0, lire en ligne, consulté le 26 mars 2018). .
- (en) Hilaire Belloc, On Anything [« De tout et rien »], Londres, Constable & Co, 1910 (ISBN 978-0-8108-6954-7, OCLC 847943346, lire en ligne).
- (en) George Orwell (John Carey, éditeur scientifique), Essays, New York, Alfred A. Knopf, 2002 (ISBN 978-0-375-41503-6).
- (en) Selina Hastings, Evelyn Waugh: A biography, Londres, Sinclair-Stevenson, 1994 (ISBN 1-85619-223-7, OCLC 459617198).
- (en) D. B. Wyndham Lewis, At the Sign of the Blue Moon [« Au bout du compte »], Londres, A. Melrose, 1924 (ISBN 0-14-006604-7, OCLC 7518072).
- (en) George. ed. Carey, John Orwell, Essays, New York, Alfred A. Knopf, 2002 (ISBN 978-0-375-41503-6).
- (en) J. B. Priestley, English Humour, Londres, Longmans, Green, 1929 (ISBN 0-563-20719-1, OCLC 459617198).
- (en) Alan Robinson, Imagining London, 1770-1900, Basingstone, Palgrave Macmillan, 2004, 281 p. (ISBN 978-1-349-51627-8)
- (en) F. H. W. Sheppard (F. H. W. Sheppard, éditeur scientifique), Bourdon Street and Grosvenor Hill Area, Survey of London, vol. 40, The Grosvenor Estate in Mayfair, 2e partie (The Buildings), Londres, Institute of Historical Research, 1980 (lire en ligne), p. 57-63.
- (en) Evelyn Waugh, A Little Learning [« Trop peu de savoir »], Harmondsworth, UK, Penguin Books, 1983 (ISBN 0-14-006604-7).
- (en) Evelyn Waugh, Brideshead Revisited, Londres, Chapman & Hall, 1945.
- (en) Patrick Beaver, Victorian Party Games [« Jeux de salon victoriens »], Londres, Peter Davis, 1974. .
- (en) Evelyn Waugh (Donal Gallagher, éditeur scientifique), The Essays, Articles and Reviews of Evelyn Waugh, Londres, Methuen, 1983 (ISBN 978-0-413-50370-1).
- (en) A. N. Wilson, Eminent Victorians, Londres, BBC Books, 1989 (ISBN 0-563-20719-1).
- (fr + en) Robert Ferrieux (Robert Ferrieux, éditeur scientifique) et al., La Littérature autobiographique en Grande-Bretagne et en Irlande, Paris, Ellipses Marketing, 2001, 384 p., 24 cm (ISBN 2729800212 et 978-2729800215)
- (en) A. N. Wilson, The Victorians, Londres, Arrow Books, 2003 (ISBN 978-0-09-945186-0)
- (en) Jan-Christine Johnson, « Discovering George Grossmith in Folkestone » [« À la découverte de… à Folkstone »], The Gaiety, Londres, The Gaiety,‎ printemps 2005, p. 37–43.
- (en) Matthew Taunton, « Suburbia » [« La banlieue »], sur The British Library, 2014 (consulté le 24 avril 2018).

#### Publications spécifiques
- (en) Osbert Lancaster, « Du Côté de Chez Pooter », The Listener, no 45,‎ 21 juin 1951.
- (en) Gillian Tindall, « Pooter's England » [« L'Angleterre de Pooter »], New Society,‎ 5 février 1970.
- (en) Elizabeth Gleik, « A V. Fine Mess » [« Un très beau gâchis »], The New York Times,‎ 31 mai 1988 (lire en ligne, consulté le 12 avril 2018).
- (en) Peter Bailey, « White Collars, Gray Lives? The Lower Middle Class Revisited » [« Cols blancs et grises vies ? Retrouvailles avec la classe moyenne inférieure »], Journal of British Studies, vol. 38, no 3,‎ juillet 1999, p. 273–290 (DOI 10.1086/386195, JSTOR 176057).
- (en) John Miller, Judi Dench: With A Crack In Her Voice, Londres, Orion Books, 2002 (ISBN 0-7528-4894-1)
- (en) A. J. Hammerton, « Pooterism or Partnership? Marriage and Masculine Identity in the Lower Middle Class, 1870–1920 » [« Pootérisme ou partenariat ? Le mariage et l'identité masculine dans la classe moyenne inférieure, 1880 »], Journal of British Studies, Londres, Orion Books, vol. 38,‎ 2002, p. 291–321 (ISBN 0-7528-4894-1).
- (en) V. Pope, « The Diary of a Nobody by George & Weedon Grossmith » [« Le Journal d'un homme sans importance par… »], sur litnotes.co.uk, février 2003 (consulté le 24 avril 2018). .
- (en) Peter Morton, « The Funniest Book in the World: Waugh and The Diary of a Nobody » [« Le livre le plus drôle du monde : Waugh et le Journal d'un homme sans importance »], The Evelyn Waugh Newsletter and Studies, Leicester, University of Leicester, vol. 36, no 1,‎ printemps 2005. .
- (en) Peter Morton, « Pootering About: Peter Morton Reminds Us That, a Century before Adrian Mole, There Was Charles Pooter » [« Promenade en « pootérisme » : Peter Morton rappelle qu'un siècle avant Adrian Mole, existait un certain Charles Pooter »], History Today, vol. 55, no 10,‎ octobre 2005 (lire en ligne ).
- (en) Peter Morton, « Diary of a Nobody Pages », sur Peter Morton's Website (consulté le 5 mai 2018). .
- (en) Dick Sullivan, « Mr Pooter: an Alternative Point of View » [« Mr Pooter : autre point de vue »], sur Victorian web.org, août 2006 (consulté le 26 avril 2018). .
- (en) Harry Mount, « Finding Pooter's House » [« À la recherche de la maison des Pooter »], The Spectator,‎ 8 octobre 2008 (lire en ligne, consulté le 1er avril 2018).
- (en) Lupin Pooter, The Diary of a Nobody's Son [« Le Journal du fils d'une personne de rien »], Lewisham, Psychology News Press Ltd, 2017, 160 p., 19.2 cm (ISBN 978-0907633587).
- (en) K. M. Flanaghan (Kevin M. Flanaghan, éditeur scientifique), Ken Russell:Re-Viewing England's Last Mannerist [« Ken Russell : considérations sur le dernier maniériste anglais »], Lanham, Maryland, Scarecrow Press, 2009 (ISBN 978-0-8108-6954-7).

### Citations originales de l'auteur
1. ↑  « a nice residence of six rooms, not counting basement[GGF 4] »
2. ↑  « and took £2 off the rent[GGG 6] »
3. ↑  « the nicest, prettiest, and most accomplished girl he ever met[GGF 11] »
4. ↑  « She is a big young woman… at least eight years older than Lupin. I did not even think her good-looking[GGF 12] »
5. ↑  « a forced careless air that he must have picked up from the 'Holloway Comedians'[GGF 14] »
6. ↑  « We shall be married in August, and among our guests we hope to see your old friends Gowing and Cummings[GGF 36] »
7. ↑  « I should very much like to know who has willfully torn the last five or six weeks out of my diary. It is perfectly monstrous[GGF 39] ».
8. ↑  « It has been no failure in our case »[GGF 51] »
9. ↑  « I canot tell what induced me to do it, but I seized her by the waist, and we were silly enough to be executing a wild kind or polka[GGI 5] »
10. ↑  « If it had been written on larger paper, Guv, we might get a fair price from a butterman for it[GGI 11] »
11. ↑  « I left the room with silent dignity, but caught my foot in the mat[GGI 12] »
12. ↑  « In that sense we are all Pooters. We may not make Potter's mistakes, but we make our own[GGI 13] »
13. ↑  « Happy medium, indeed […] miserable mediocrity. The happy medium means respectability, and respectability means insipidness[GGF 54] »
14. ↑  « belongs to a soft man, with a soft beard, with a soft head, with a made tie that hooks on[GGF 55] »
15. ↑  « I always feel people are happier who live a simple unsophisticated life. I believe I am happy because I am not ambitious[GGF 55] »
16. ↑  « Mr Posh seemed pleased, and gave a long but most interesting history of the extraordinary difficulties in the manufacture of cheap hats[GGI 16] »

### Citations originales des commentateurs
1. ↑  « As everybody who is anybody is publishing Reminiscences, Diaries, Notes, Autobiographies, and Recollections, we are sincerely grateful to 'A Nobody' for permitting us to add to the historic collection[17]. »
2. ↑  « It is not so funny that an occasional interruption would be resented, and such thread of story as runs through it can be grasped and followed without much strain on the attention; […] it is rather difficult to get really interested in the sayings and doings of either the Pooter family or their friends[25]. »
3. ↑  « may have escaped unnoticed amid better jokes[26] »
4. ↑  « Very funny, not without a touch of pathos[27] »
5. ↑  « admirable, and in some of its touches […] close to Genius, with a natural and irresistible appeal[28]. »
6. ↑  « no merit to compensate for its hopeless vulgarity, not even that of being amusing[26] »
7. ↑  « Besides, it is so dull[26] »
8. ↑  « a study in vulgarity[29] »
9. ↑  « It is largely incomprehensible […] There is that kind of quiet, commonplace, everyday joking in it which we are to suppose is highly satisfactory to our cousins across the water … Our way of manufacturing fun is different"[30]. »
10. ↑  « one of the half-dozen immortal achievements of our time … a glory for us all[32] »
11. ↑  « purchased and given away more copies than any living man … I regard any bedroom I occupy as unfurnished without a copy of it[33] »
12. ↑  « due to the unwillingness of the publisher to distinguish between an edition and an impression[21] »
13. ↑  « quaint drollery, its whimsical satire and delightfully quiet irony"[35]. »
14. ↑  « You laugh at him—at his small absurdities, his droll mishaps, his well-meaning fussiness; but he wins upon you and obtains your affection, and even your admiration, he is so transparently honest, so delightfully and ridiculously human[36] »
15. ↑  « It is not till the second or third reading—and you are bound to reread it—that the really consummate art of this artless book becomes apparent[38] »
16. ↑  « warm, living, breathing, futile, half-baked, incredibly alive and endearing boneheads[39] »
17. ↑  « the funniest book in the world[42] »
18. ↑  « Nobody wants to read other people's reflections on life and religion and politics, but the routine of their day, properly recorded, is always interesting, and will become more so as conditions change with the years[42] »
19. ↑  « with her beautiful voice and great humour of expression[43] »
20. ↑  « true humour […] with its mixture of absurdity, irony and affection [44] »
21. ↑  « [P]oor Mr Pooter, with his simplicity, his timidity, his goodness of heart, is not simply a figure of fun but one of those innocent, lovable fools who are dear to the heart[44] »
22. ↑  « constantly suffers disasters brought upon him by his own folly[45] »
23. ↑  « part of that literary class with which educated pope are acquainted by allusion, even if they have server read the book in question[18] »
24. ↑  « fastened in a Siamese-twin manner together by their sides and each couple has a Greek or Gothic portico shared between them, with magnificent steps, and highly-ornamented capitals[53] »
25. ↑  « They are easily forgotten: for they do not strive or cry; and for the most part only ask to be left alone. They have none of those channels of communication in their possession by which the rich and the poor are able to express their hostility to any political or social change. … No one fears the Middle Classes, the suburbans and perhaps for that reason, no one respects them, … they lack organisation, energy, and ideas. They form a homogeneous civilisation – detached, self-centred, unostentatious … It is a life of Security; a life of Sedentary occupation; a life of Respectability[60] »
26. ↑  « In every town there were darkened rooms in which luminous spirit faces appeared, musical instruments played themselves, strange voices were heard prophesying, spiritualism ans its miracles are all the rage[GGG 18] »
27. ↑  « Evidently not, as it contrives to fill two or three columns every day, and keep up the circulation of the D. T. in the D. SS., or Dull Season[69] »
28. ↑  « I never was si immensely tickled by anything I had ever said before. I actually woke up twice during the night and laughed till the bed shook[GGI 8] »
29. ↑  « disquieting irruption of a new breed of petty bourgeois shop and office workers[73] »
30. ↑  « disdain could change to admiration and national self-identification, as the Little Man […] was transposed into Everyman, a model of cheerful resilience in times of crisis[75] »
31. ↑  « been fertile ground which has germinated many seeds[11] »
32. ↑  « follows the mannerisms of colloquial prose[80] »
33. ↑  « captures neatly the way modern women teeter between 'I am woman' independence and a pathetic girlie desire to be all things to all men[84] »
34. ↑  « would surely appreciate the irony in seeing features of the lower middle-class existence they mocked so mercilessly becoming the more universal model for 20th century family life[89] »
35. ↑  « only in the case of Mr. Pooter's employer, Mr. Perkupp, do we actually hear the metal chinking[94] »
36. ↑  « a show of some charm – though one that, like Pooter himself, does not quite have the credentials to be quite so pleased with itself[98] »
37. ↑  « it captures the original’s sharp subtext, frivolous wit and heavy irony, while also being very, very silly[102] »